# Radverkehrsanlage

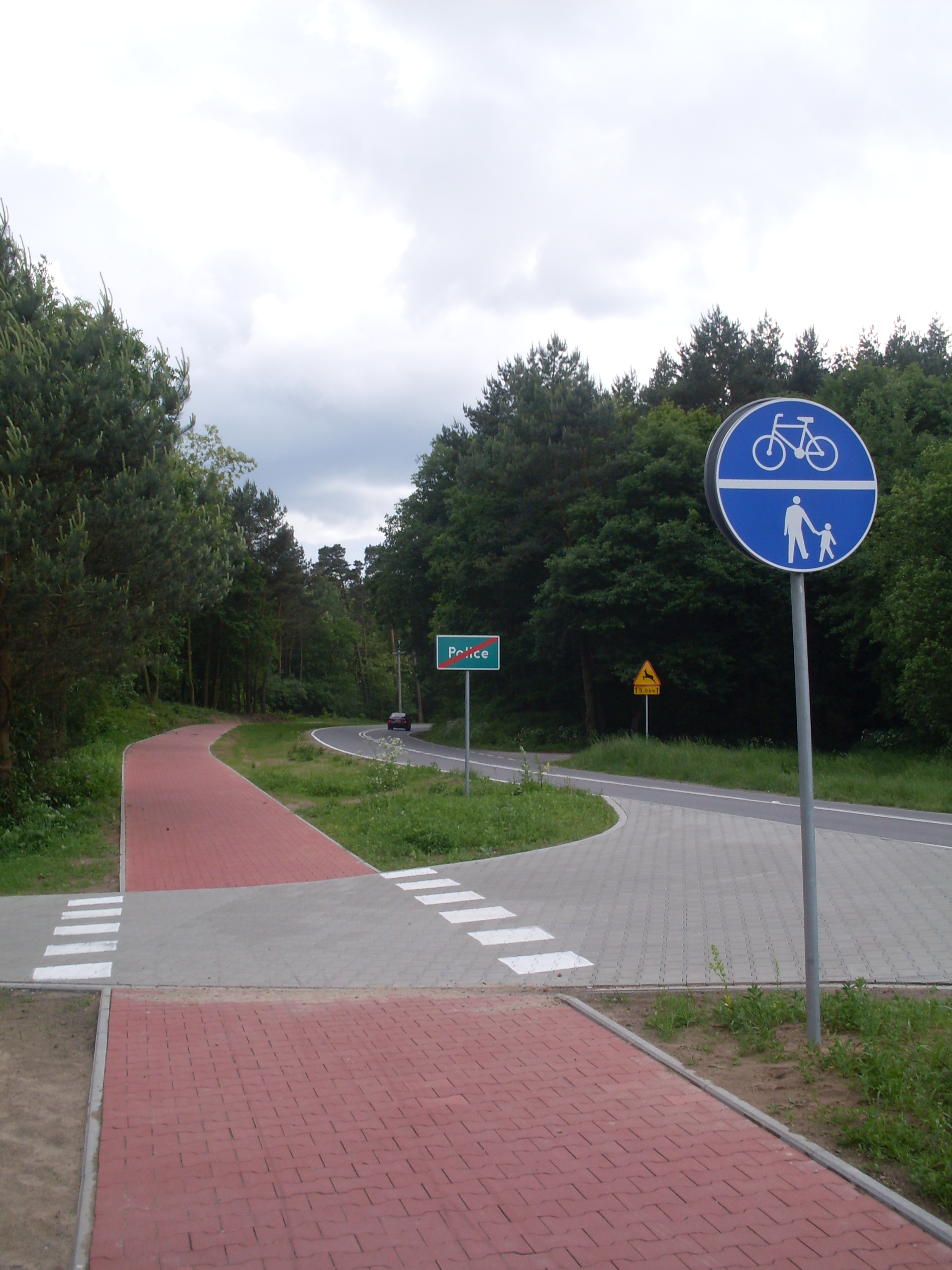
Straßenbegleitender gemeinsamer Geh- und Radweg außerorts in Police, Polen

Das 2020 in Deutschland erlassene Zeichen 244.3: „Beginn einer Fahrradzone“

Eine Radverkehrsanlage (abgekürzt RVA) ist vorrangig oder ausschließlich für die Benutzung mit dem Fahrrad vorgesehen und ein Oberbegriff für Unterschiedliches: Sie kann baulich hergestellt sein (z. B. ein Radweg, in der Schweiz auch Veloweg), durch Markierungen gegen benachbarte Verkehrsflächen abgegrenzt sein (Radfahrstreifen und Schutzstreifen, in der Schweiz beides Radstreifen oder umgangssprachlich Velostreifen) oder durch verkehrsregelnde Maßnahmen eingerichtet werden (z. B. eine Fahrradstraße).
Im engeren Sinne bezieht sich das Wort auf Anlagen für den fließenden Radverkehr, wie beispielsweise Radwege mit oder ohne Benutzungspflicht, Radfahrstreifen, Schutzstreifen, aufgeweitete Radaufstellstreifen; im weiteren Sinne kann der Begriff auch Fahrradabstellanlagen umfassen.

## Deutschland

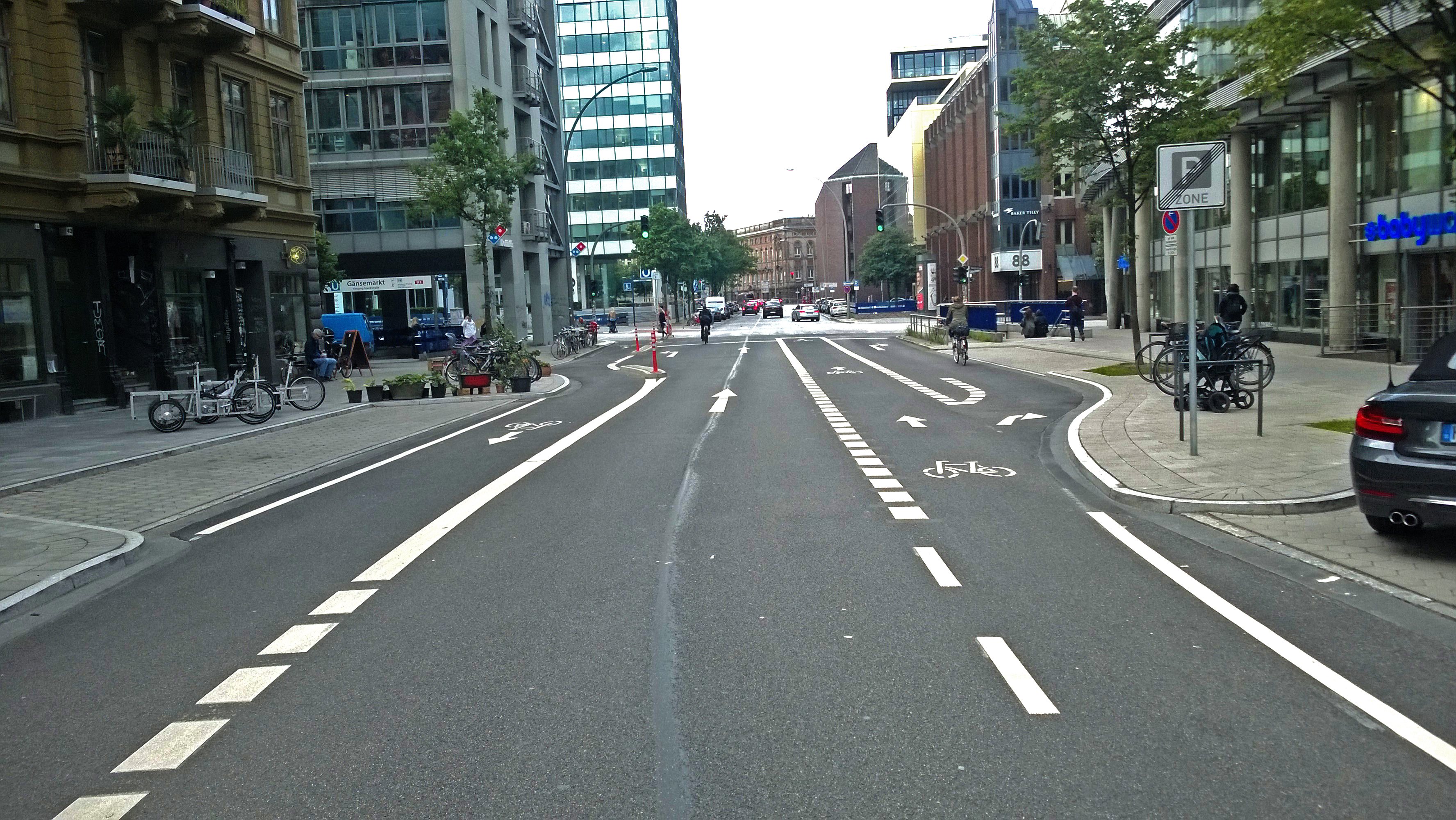
Radfahrstreifen auf der Fahrbahn in einer Einbahnstraße in Hamburg

In Deutschland versteht man darunter eine Anlage für den Radverkehr, die durch Markierung, bauliche oder verkehrsregelnde Maßnahmen geschaffen wird. Zu den Radverkehrsanlagen gehören demnach benutzungspflichtige Radwege für Radfahrer mit den StVO-Zeichen 237 , 240 , 241 , also Radwege und Radfahrstreifen, aber auch Radwege ohne Benutzungspflicht und Schutzstreifen sowie Fahrradstraßen mit Zeichen 244  und Fahrradzonen mit Zeichen 244.3 .
Der Stand der Technik in diesem Themenfeld sowie Kriterien zum Einsatz der jeweiligen Art der Radverkehrsanlage werden in den Empfehlungen für Radverkehrsanlagen (ERA 2010) der Forschungsgesellschaft für Straßen- und Verkehrswesen (FGSV) definiert, auf die auch die Allgemeine Verwaltungsvorschrift zur Straßenverkehrs-Ordnung (VwV-StVO) verweist.

### Benutzungspflichtige Radverkehrsanlagen

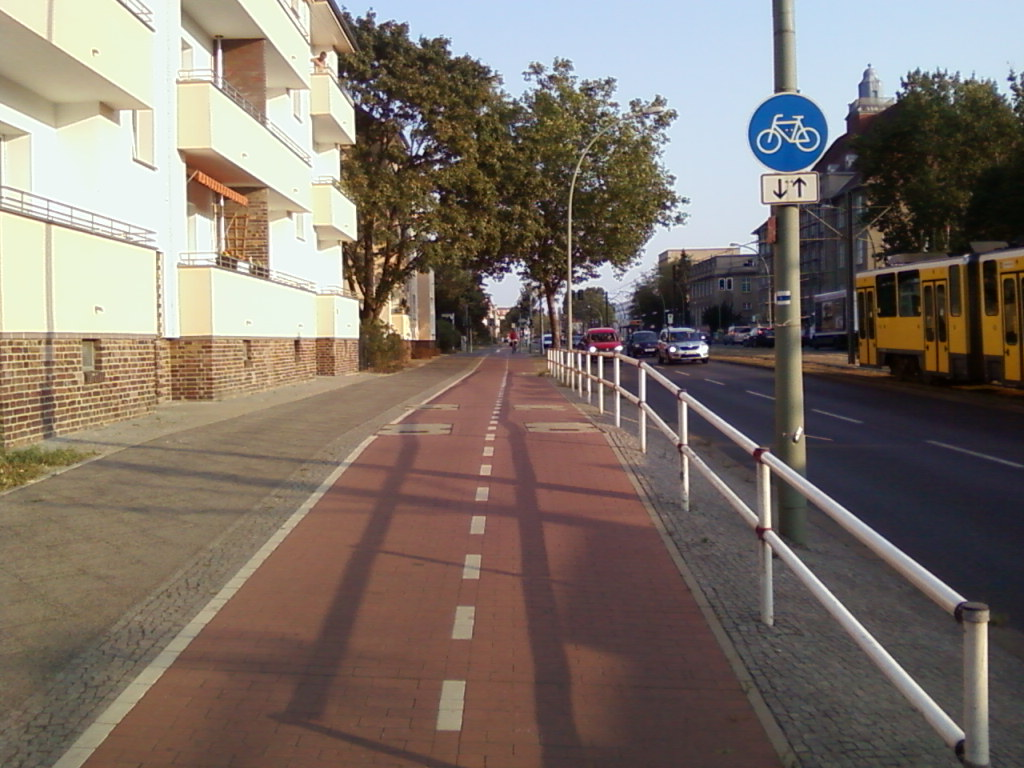
Ein benutzungspflichtiger Zweirichtungsradweg in Berlin-Karlshorst

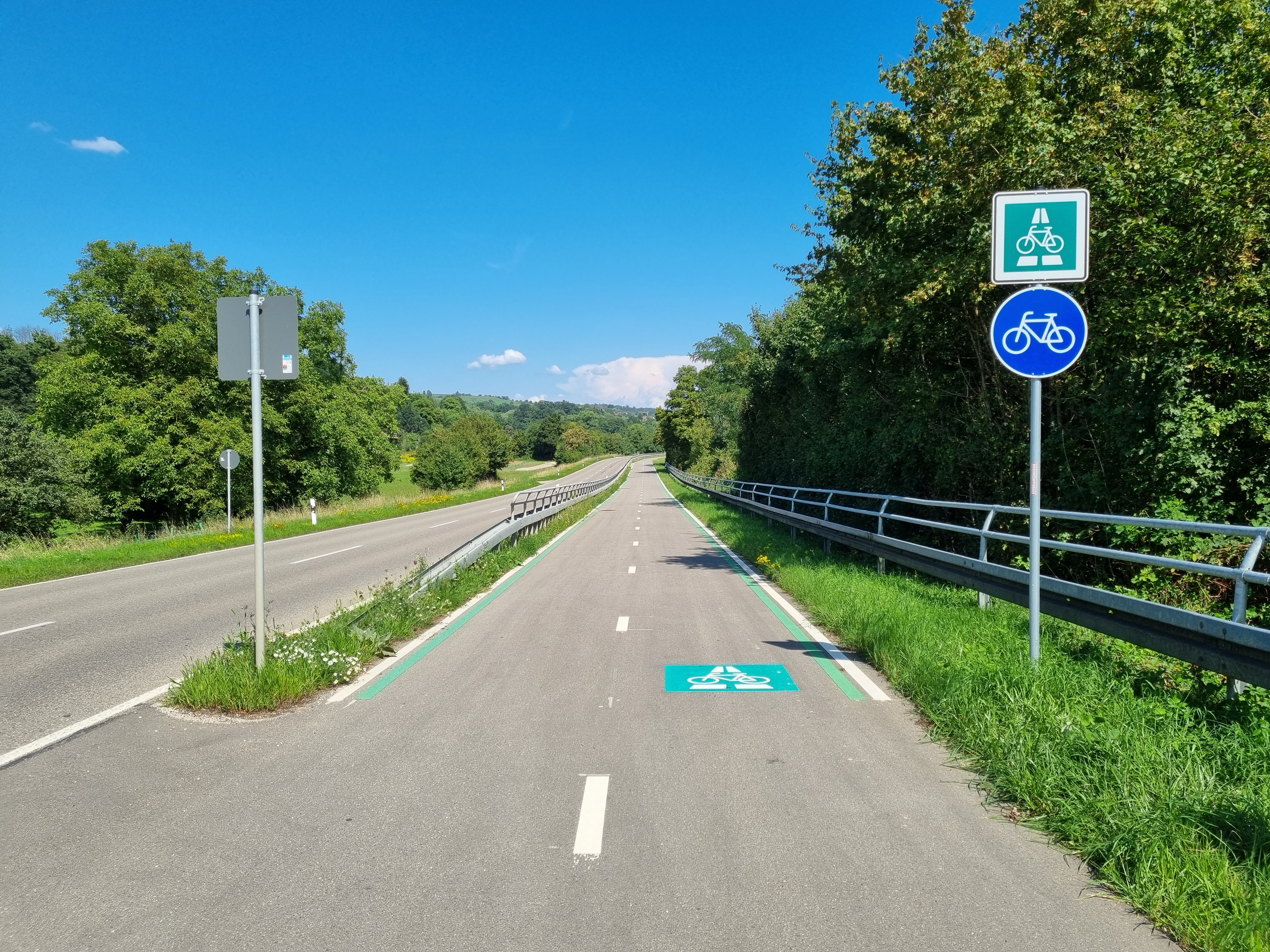
Der Radschnellweg RS4 bei Reichenbach in Baden-Württemberg als außerörtlicher, benutzungspflichtiger, fahrbahnbegleitender Zweirichtungsradweg.

In der Regel fahren Radfahrer auf der Fahrbahn (§ 2 Abs. 1 StVO). Ist dies nicht der Fall, muss eine Benutzungspflicht für einen Weg beschildert werden. Formell verboten wird die Nutzung der Straße oder des Wegs durch Zeichen 254  oder die Beschilderung als Autobahn, Autostraße, Gehweg, Fußgängerzone oder Reitweg.
Benutzungspflichtige Radwege dürfen nur angeordnet werden, wenn ausreichende Flächen für den Fußverkehr zur Verfügung stehen. Sie dürfen nur dort angeordnet werden, wo es die Verkehrssicherheit oder der Verkehrsablauf erfordern. Nur wenn es in der Straße eine benutzungspflichtige Radverkehrsanlage gibt, müssen Radfahrer diese benutzen. Die Benutzungspflicht ist in § 2 Abs. 4 Satz 2 StVO geregelt. Radwege sind benutzungspflichtig, wenn sie Teil der Straße sind, zu der auch die Fahrbahn gehört, und in Fahrtrichtung mit den blauen Verkehrsschildern mit Fahrradsymbol (Zeichen 237, 240 oder 241, siehe Abbildungen oben) gekennzeichnet sind. Dabei müssen die Zeichen auf Schildern angebracht sein, auf dem Boden angebrachte Zeichen allein sind hier nicht rechtswirksam.
Die Breite benutzungspflichtiger Radwege soll nach der VwV-StVO in der Regel durchgehend mindestens 150 cm, möglichst jedoch 200 cm betragen; bei für beide Fahrtrichtungen nutzbaren Radwegen mindestens 200 cm, möglichst 240 cm (Zweirichtungsradweg). Detailliertere Angaben zu gewünschten Breiten abhängig von der Lage des Radwegs zu Parkstreifen, Gehwegen, Bordsteinen, Fahrbahn nennen die ERA.
In Berlin gelten seit 2021, nach dem Radverkehrsplan des Landes Berlin, andere Breitenstandards. Es wird zwischen dem Radvorrangnetz und dem Basis-Standard unterschieden. Im Radvorrangnetz gelten Regelmaßbreiten von 2,50 m (Einrichtungsverkehr), bzw. Mindestmaße von 4,00 m im Zweirichtungsverkehr. Das soll ermöglichen, dass mehrspurige Fahrräder einander überholen können. Für Basis-Standard gelten Regelmaße von 2,30 m - die ermöglichen sollen, dass einspurige Fahrräder mehrspurige Fahrräder überholen können - und Mindestmaße von 2,00 m. Für Zweirichtungsverkehr gilt ebenfalls ein Mindestmaß von 4,00 m.

Im Bestand gibt es in zahlreichen Städten noch Radwege mit geringeren Breiten bis hinab zu 0,80 m oder, an Engstellen, sogar nur 0,60 m. Bei einem Test des ADAC der Radwegebreiten in deutschen Landeshauptstädten im Jahr 2020 scheiterten Mainz und Hannover mit „mangelhaft“ und „sehr mangelhaft“. Nur Kiel konnte ein „sehr gut“ erzielen. 

#### Benutzungspflichtige Radwege

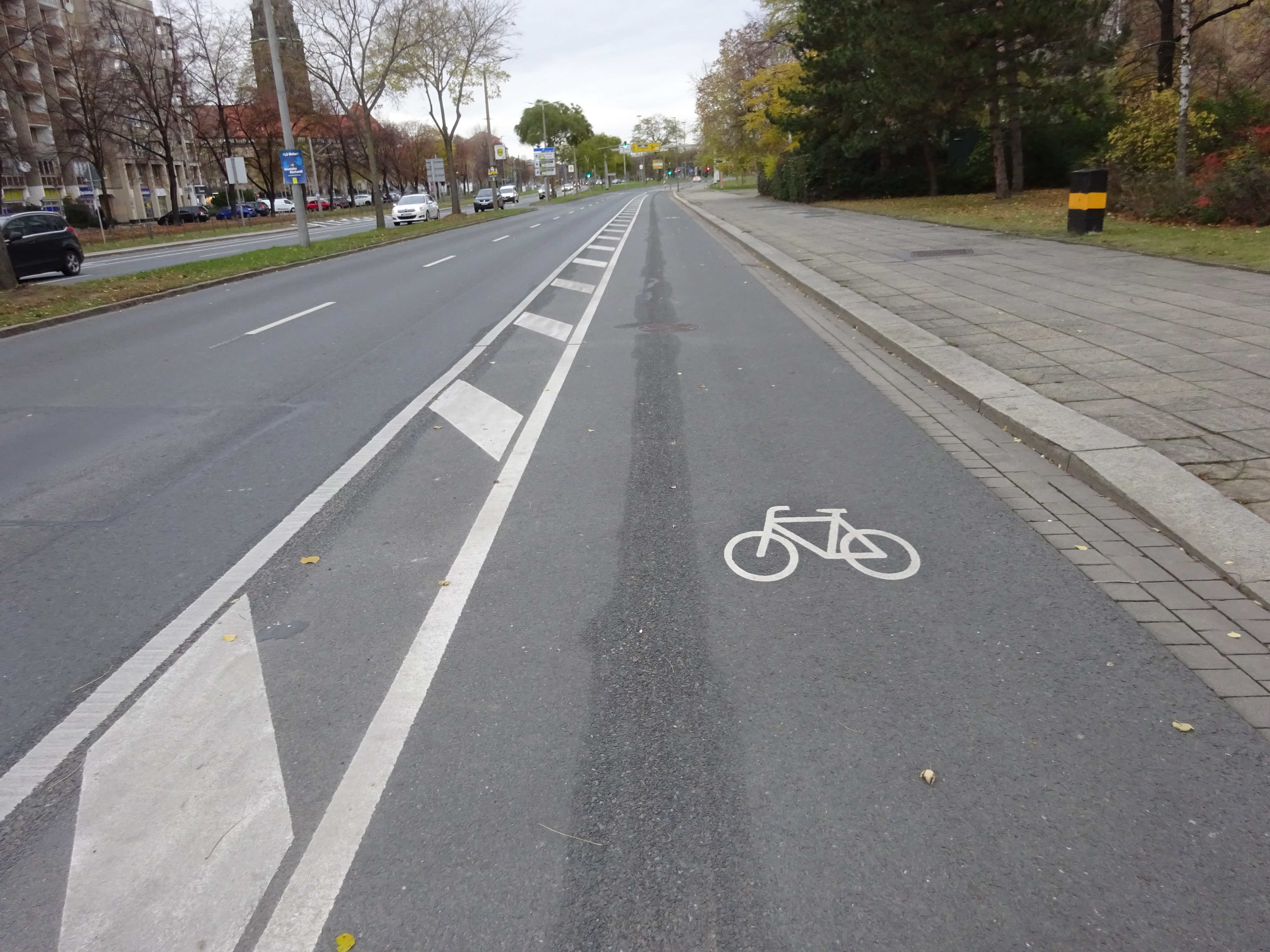
Ein Radfahrstreifen in Dresden

Radwege können als Ein- oder Zweirichtungsradweg ausgeführt werden. Sie können fahrbahnbegleitend oder selbstständig, also straßenunabhängig, geführt werden.
Bei benutzungspflichtigen Zweirichtungsradwegen ist die linksseitige Benutzungspflicht durch Zeichen 237 , 240  oder 241  angezeigt, letzteres in „spiegelverkehrter“ Form. Empfohlen, aber nicht vorgeschrieben, ist dann unter den rechtsseitigen Radwegschildern mit Zusatzzeichen 1000-31  beide Richtungen vor dem Gegenverkehr zu warnen.
Bei allen Zweirichtungsradwegen ist über den Warte- und Stoppschildern (Zeichen 205/206) einmündender Nebenstraßen das Zusatzzeichen 1000-32  anzubringen, das auf Radverkehr aus beiden Richtungen hinweist. Dies gilt für alle Anlagen, wo Radverkehr in zwei Richtungen zugelassen ist, also auch beim Gehweg mit Freigabe für Radverkehr.
Die Breite benutzungspflichtiger Zweirichtungsradwege (einschließlich der seitlichen Sicherheitsräume) beträgt laut VwV-StVO mindestens 200 cm, möglichst 240 cm. Die ERA enthält die Regelbreite von 200 cm, 250 cm und 300 cm bei wenigen/vielen Radfahrern und beidseitigen/einseitigen Zweirichtungsradwegen, wobei diese Regelbreiten noch um 25/50/85 cm Schutzraum vergrößert werden, wenn Längs/Schräg/Senkrecht-Parkstände angrenzen.

#### Radfahrstreifen
Radwege können als Radfahrstreifen auch auf Fahrbahnniveau angelegt werden. Sie werden dazu von der Fahrbahn mit weiß markiertem durchgezogenem Breitstrich (Zeichen 295, Strichbreite 25 cm) abgetrennt (bei zeitweiser Anordnung kann es nach StVO ein gelber Breitstrich sein, vgl. Pop-Up-Radweg). Die Breite wird einschließlich der Markierung, also des Zeichens 295 gemessen. Laut VwV-StVO ist die Mindestbreite 150 cm, möglichst 185 cm. Die ERA gibt größere Breiten als erforderlich an, wenn Parkstände neben dem Radweg bestehen. An kurzen Engstellen ist jedoch unter Wahrung der Verkehrssicherheit auch eine geringere Breite zulässig. Radfahrstreifen sind in Kreisverkehren nicht zulässig.
Neben Zeichen 295 ist Zeichen 237  formell zwingend Bestandteil eines Radfahrstreifens. Radfahrstreifen sind damit benutzungspflichtig. Zur besseren Erkennbarkeit des Radfahrstreifens kann in seinem Verlauf zusätzlich das Zeichen 237 oder ein Fahrrad-Piktogramm in regelmäßigen Abständen markiert werden. Radfahrstreifen sind Sonderwege und damit nicht Bestandteil der Fahrbahn.

#### Geschützter Radfahrstreifen

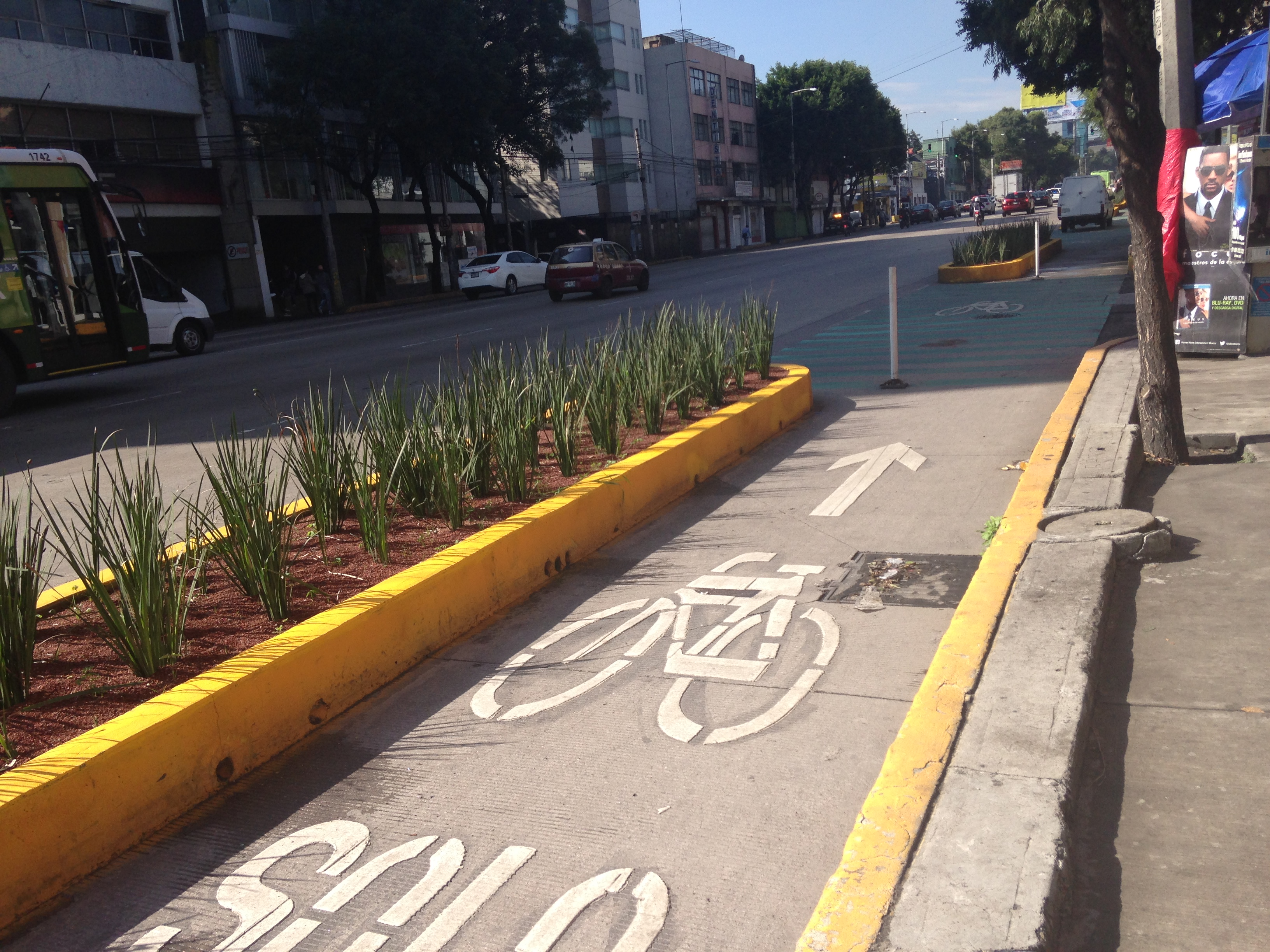
Geschützter Radfahrstreifen in der Avenida Revolución, Mexiko-Stadt

Ein geschützter Radfahrstreifen ist ein durch ein Fahrzeugrückhaltesystem, Leitbaken, Pflanzkübel, Poller oder Schutzplanken vom Kfz-Verkehr getrennter Radfahrstreifen.
Durch sie wird sowohl die objektive aber vor allem die subjektive Sicherheit des Radverkehrs erhöht und die Akzeptanz für das Fahrradfahren insbesondere bei schutzbedürftigen Bevölkerungsgruppen erhöht. Geschützte Radfahrstreifen wurden in den USA entwickelt (englisch protected bike lane) und eignen sich insbesondere für mehrstreifige Hauptverkehrsstraßen mit entsprechendem Flächenangebot. Sie sind seit 2018 unter anderem in Berlin, wo es dazu einen (mittlerweile vom RVP Berlin abgelösten) Regelplan gab, in Darmstadt und Hamburg zum Einsatz gekommen. Im Kreuzungsbereich führen geschützte Radfahrstreifen zu einer signifikanten Verringerung der Abbiegegeschwindigkeit motorisierter Verkehrsteilnehmer, wodurch diese das Verletzungsrisiko von Radfahrern wie Fußgänger verringern könnten. Eine weitere Untersuchung zu Wirkungen ist in Berlin in Arbeit, Zwischenergebnisse liegen bisher nicht vor.

#### Getrennte Rad- und Gehwege
Teilt eine senkrechte weiße Linie das Schild, dann bedeutet das, dass Radfahrer die eine Seite und Fußgänger die andere Seite des Weges benutzen müssen. Die Mindestbreite für den Radweg beträgt auch hier 150 cm.

#### Gemeinsame Geh- und Radwege
Zeigt ein blaues Schild Fußgängern und Radfahrern einen gemeinsamen Geh- und Radweg an, dann ist er auch für Radfahrer benutzungspflichtig. Die Mindestbreite für einen gemeinsamen Geh- und Radweg beträgt 250 cm innerorts und 200 cm außerorts.
Für einen benutzungspflichtigen Geh- und Radweg ist außerdem ein Sicherheitstrennstreifen zur Fahrbahn oder zu benachbart parkenden Kfz nötig, der mindestens 50 cm breit sein muss.

### Radverkehrsanlagen ohne Benutzungspflicht

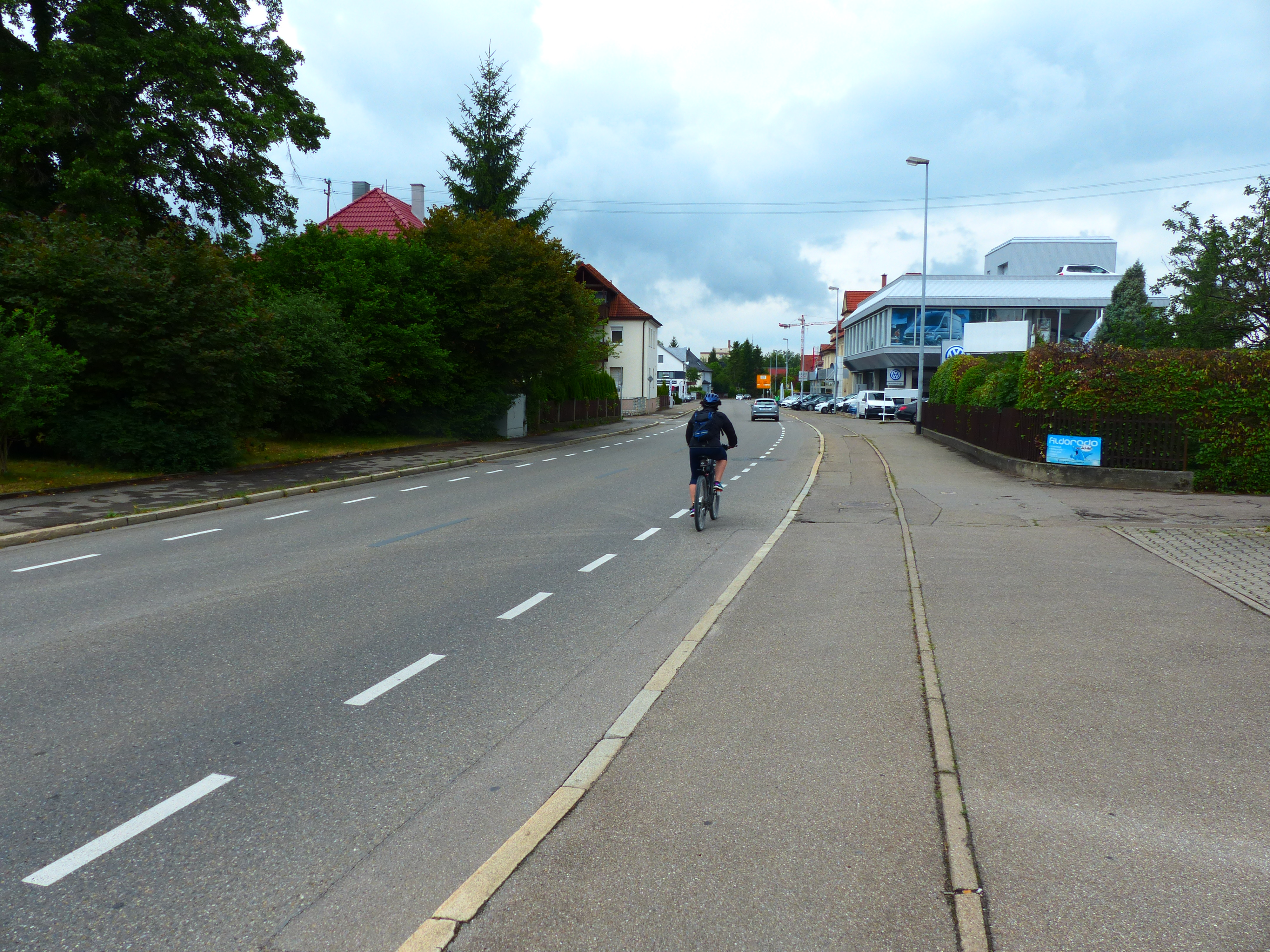
Neue Schutzstreifen und alter, nicht mehr benutzungspflichtiger Radweg in Metzingen, Lkr. Reutlingen

#### Radwege ohne Benutzungspflicht
Soweit ein Radweg erkennbar ist, jedoch nicht mit einem der oben genannten Verkehrszeichen eine Radwegebenutzungspflicht angeordnet ist, ist er ein Radweg ohne Benutzungpflicht. Dann dürfen Radfahrer ihn benutzen, sie können aber auch auf der Fahrbahn fahren. Gruppen von Verkehrsteilnehmern, für die der Weg nicht vorgesehen ist, dürfen diesen Weg dann nicht benutzen – auch nicht zum Halten oder Parken. Bei gemeinsamen Geh- und Radwegen ohne Benutzungspflicht für Radfahrer ist i. d. R. eine Verdeutlichung durch Piktogramme erforderlich.

#### Kombinierte Geh- und Radwege ohne Benutzungspflicht
Zum Beispiel nach den Qualitätsstandards und Musterlösungen für das Radnetz Hessen ist es möglich kombinierte Geh- und Radwege auch mit weißen Bodenpiktogrammen auszuweisen. Vorteil: Es besteht rechtlich kein Schritttempo für den Radverkehr, wie bei der in Deutschland bisher oft verwendeten Schilderkombination Gehweg  Radfahrer frei .
Die Allgemeine Verwaltungsvorschrift zur Straßenverkehrs-Ordnung (VwV-StVO) vermerkt seit 2021 explizit, dass Bodenpiktogramme für nicht benutzungspflichtige, kombinierte Geh- und Radwege angewandt werden können: In der VwV-StVO zu § 2 Straßenbenutzung durch Fahrzeuge, 38a III heißt es: Gemeinsame Geh- und Radwege ohne Benutzungspflicht können durch Aufbringung der Sinnbilder „Fußgänger“ und „Radverkehr“ gekennzeichnet werden. Ein zum Teil angewandtes Piktogramm zeigt oben einen weißen Fußgänger. Darunter folgt ein waagerechter weißer Querbalken. Unter dem Balken folgt ein weißes Fahrradpiktogramm. Alternativ werden auch Zeichen 240 komplett in weiß als Piktogramm eingesetzt.

#### Schutzstreifen

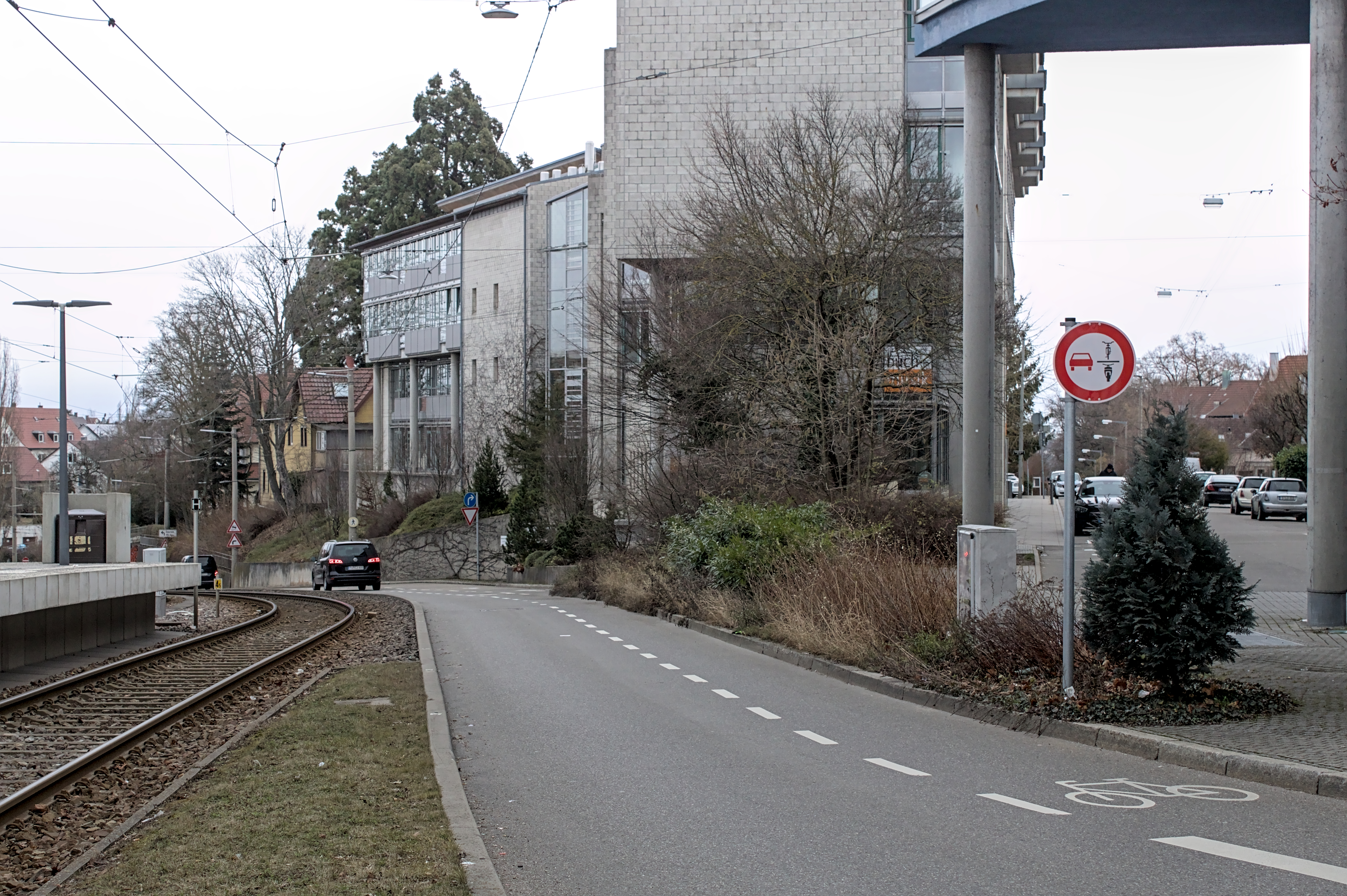
Schutzstreifen in Stuttgart-Vaihingen mit VZ 277.1

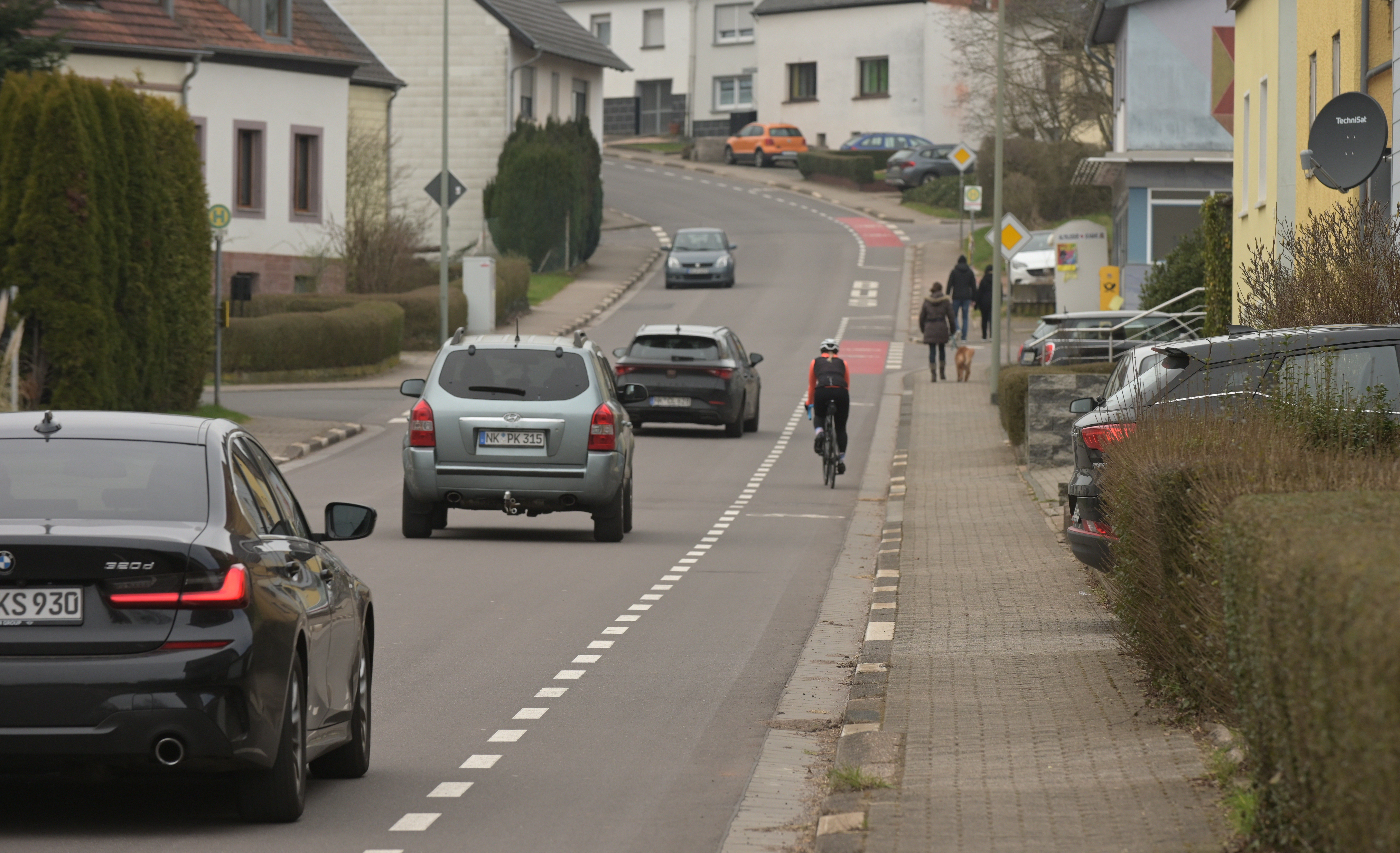
Schutzstreifen in Uchtelfangen

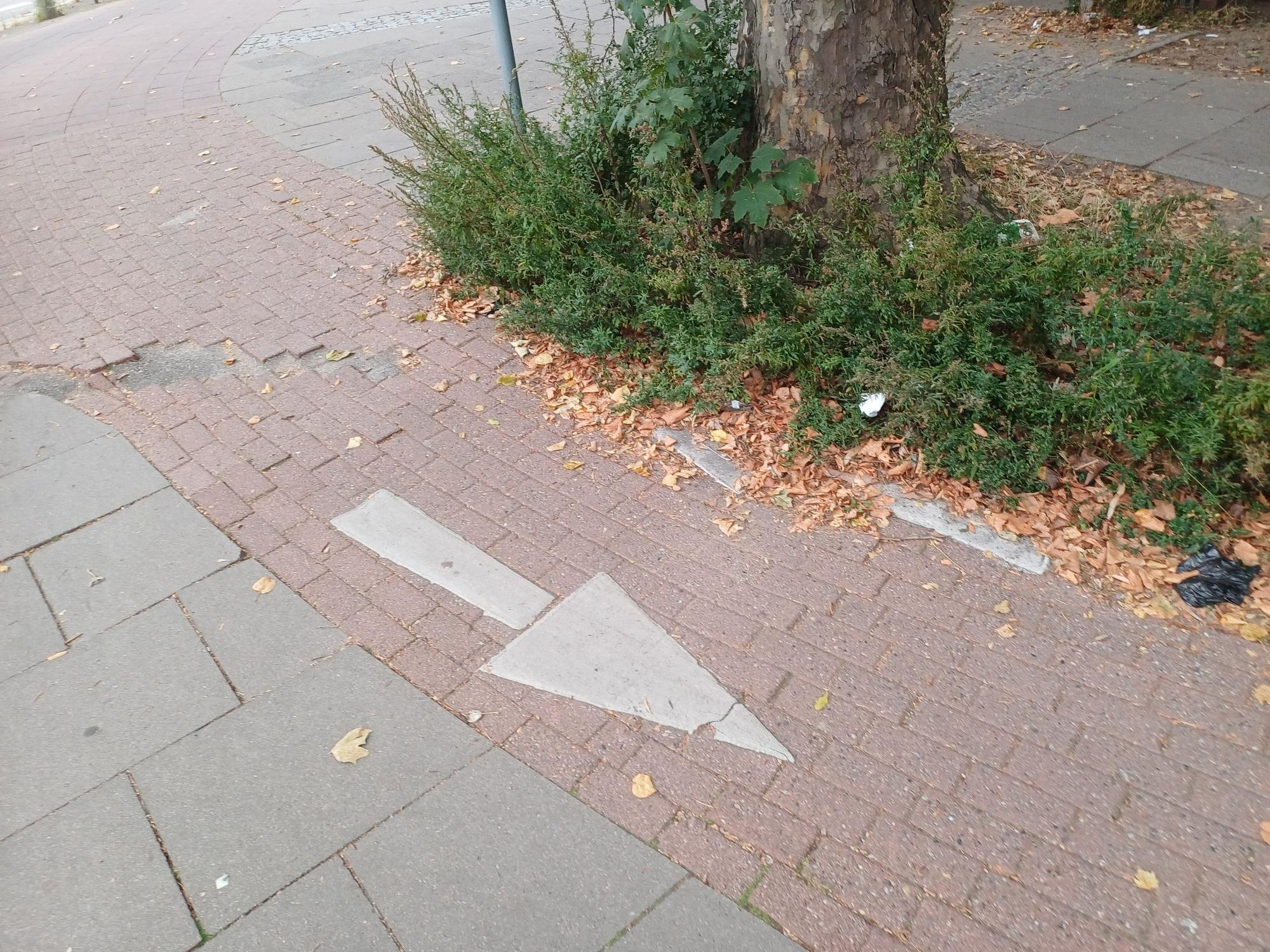
Zweirichtungsradweg ohne Benutzungspflicht, angezeigt durch Pfeile am Boden (Hamburg-Uhlenhorst). Der Weg ist in beide Richtungen mit dem Zusatzzeichen 1000-33 ohne Hauptschild beschildert.

Schutzstreifen bzw. Radschutzstreifen, früher auch Angebots- bzw. Suggestivstreifen, sind Radverkehrsanlagen, welche mit Zeichen 340 (, Leitlinie, eine unterbrochene dünne Markierung, Schmalstrich) und dem Sinnbild Radverkehr  auf der Fahrbahn markiert werden. Dazu gibt es folgende Regeln:

„Wer ein Fahrzeug führt, darf auf der Fahrbahn durch Leitlinien markierte Schutzstreifen für den Radverkehr nur bei Bedarf überfahren, insbesondere um dem Gegenverkehr auszuweichen. Der Radverkehr darf dabei nicht gefährdet werden.“

„Auf durch Leitlinien markierten Schutzstreifen für den Radverkehr darf nicht gehalten werden. Satz 1 gilt nicht für Fahrräder und Elektrokleinstfahrzeuge im Sinne der eKFV.“

„Sie missachteten als Radfahrer das Rechtsfahrgebot, indem Sie den markierten Schutzstreifen nicht benutzten.“

Das Parken (seit 2009) und seit dem 27. April 2020 auch das Halten auf Schutzstreifen ist verboten, dies gilt auch beim Be- und Entladen.
Schutzstreifen sind keine Sonderwege für Radfahrer und werden daher nicht mit Zeichen 237  gekennzeichnet, sie sind Teil der Fahrbahn. Daher ist nach verschiedenen Gerichtsurteilen beim Überholen eines auf dem Schutzstreifen fahrenden Radfahrers durch ein Kfz ein Seitenabstand von mindestens 150 cm einzuhalten. Dies ist seit der StVO-Novelle 2020 allgemein der Fall.
Die Markierung von Schutzstreifen kommt innerhalb geschlossener Ortschaften auf Straßen mit einer zulässigen Höchstgeschwindigkeit von bis zu 50 km/h in Frage. Außerorts werden sie derzeit in der VwV-StVO ausgeschlossen, wie auch in Kreisverkehren. Sie können angelegt werden, wenn eine Radwegebenutzungspflicht erforderlich wäre, die Anlage eines Sonderweges aber nicht möglich ist oder dem Radverkehr ein besonderer Schonraum angeboten werden soll und Fahrbahnbreite sowie Verkehrsstruktur es grundsätzlich zulassen.
Schutzstreifen sind nach den Empfehlungen für Radverkehrsanlagen (ERA 2010), bezogen auf die Mitte der Markierung, mindestens 125 cm breit anzulegen, in der Regel 150 cm. Die VwV-StVO enthält keine zahlenmäßigen Angaben zur Breite von Schutzstreifen. Jedoch ist in den VwV-StVO zur Breite von Schutzstreifen festgelegt:

„Er muss so breit sein, dass er einschließlich des Sicherheitsraumes einen hinreichenden Bewegungsraum für den Radverkehr bietet. Befindet sich rechts von dem Schutzstreifen ein Seitenstreifen, kommt ein Schutzstreifen in der Regel nicht in Betracht, es sei denn, es wird ein zusätzlicher Sicherheitsraum zum ruhenden Verkehr geschaffen.“

Die verbleibende Restfahrbahn, auch Fahrgasse oder Kernfahrbahn genannt, muss je vorgesehener Fahrtrichtung mindestens 2,25 m breit sein. Eine Einbahnstraße mit einem Schutzstreifen muss demnach mindestens 3,50 m breit sein, mit zwei Schutzstreifen 4,75 m. Eine Fahrbahn, auf der zwei Pkw einander begegnen können sollen, muss bei einem Schutzstreifen mindestens 5,75 m breit sein, bei beidseitigen Schutzstreifen mindestens 7,00 m zwischen den Bordsteinen. Schutzstreifen sind in Kreisverkehren nicht zulässig.
Modell-Projekt engere Kernfahrbahn
In einem Modellprojekt in Baden-Württemberg wurden Schutzstreifen in engeren Fahrbahnen angelegt und untersucht (Kernfahrbahn bis hinab zu 4,10 m). Unter günstigen Umständen haben auch sie sich als tauglich erwiesen. In Baden-Württemberg können sie seitdem im Einzelfall auch bei unter 7,00 m Fahrbahnbreite eingesetzt werden. Im weiteren Bundesgebiet steht diese Möglichkeit noch aus.
Modellversuch einstreifige Kernfahrbahn
In einem Modellversuch wird in Heusenstamm mit wissenschaftlicher Begleitung untersucht, ob eine Gestaltung mit nur einem Fahrstreifen, bei dem also bei Begegnung zweier Kfz beide auf die Schutzstreifen ausweichen müssen, auch in Deutschland funktioniert. In den Niederlanden gibt es diese Gestaltung schon lange, in ähnlicher Weise auch bei  Schutzstreifen außerorts.

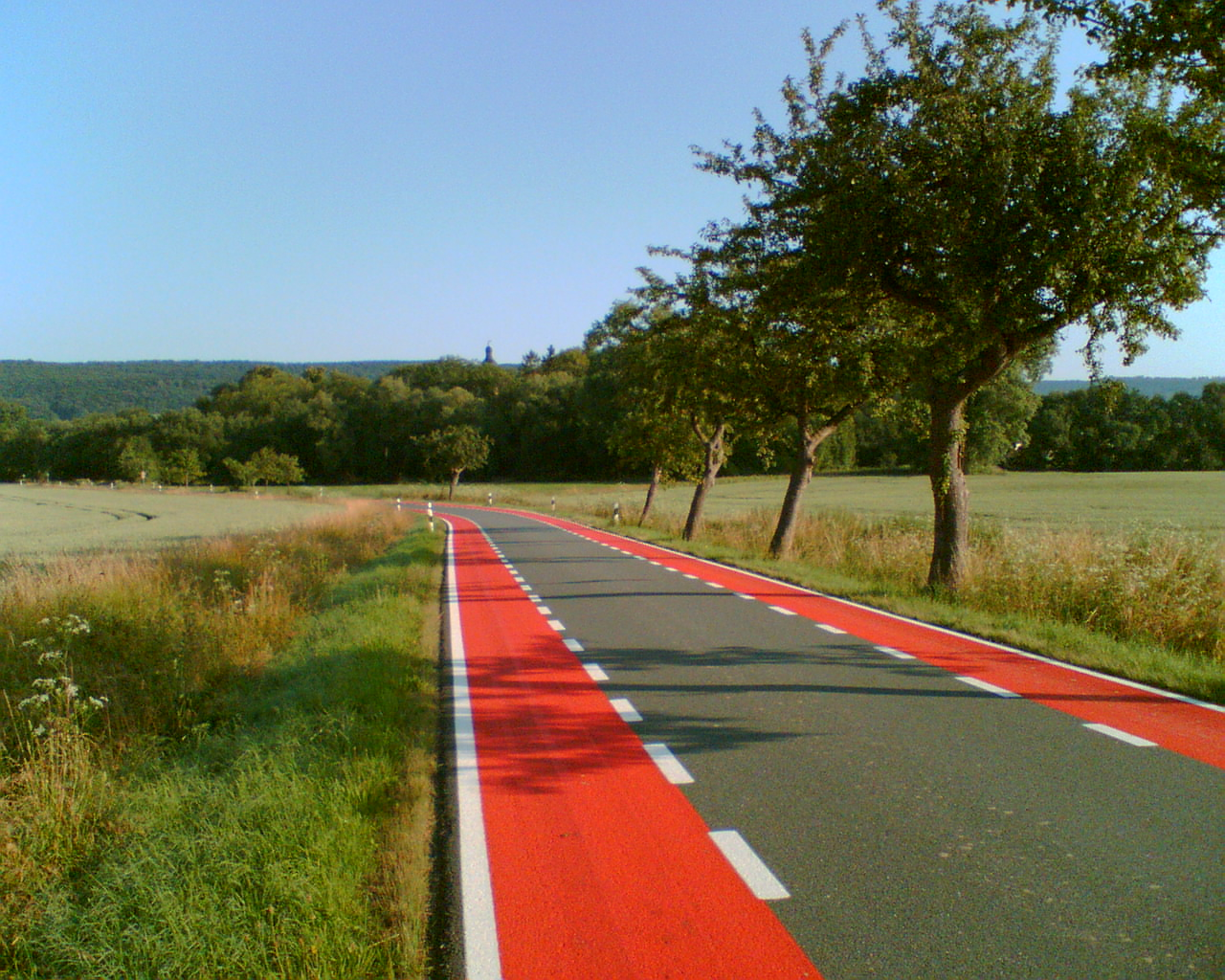
Schutzstreifen außerorts bei Erichsburg

Modell-Projekt Schutzstreifen außerorts
In einem anderen Modellprojekt wurden in mehreren Bundesländern im Jahr 2013 einzelne Straßen mit vergleichsweise geringer Kfz-Belastung außerorts mit Schutzstreifen versehen, zusätzlich mit zulässiger Höchstgeschwindigkeit von 70 km/h beschildert und die Wirkung untersucht. Besonderheiten sind dabei nicht nur die Außerortslage und die höhere Kfz-Geschwindigkeit, sondern auch, dass nur ein Fahrstreifen zwischen den Schutzstreifen übrigbleibt, Kfz im Fall einer Begegnung also auf die Schutzstreifen ausweichen müssen. Ähnlich wird dies bei Landstraßen in den Niederlanden bereits länger praktiziert. Die Untersuchung wurde (Stand Januar 2017) lange nicht veröffentlicht. Ihre Ergebnisse wurden inzwischen vom Deutschen Städte- und Gemeindebund veröffentlicht. Bei den jüngsten Novellen von StVO (2020) und VwV-StVO (2021) wurde das Verbot der Schutzstreifen außerorts nicht aufgehoben, obwohl die Ergebnisse keine Verschlechterung der Verkehrssicherheit ergaben und in anderen Punkten Verbesserungen nachweisen. Auch eine entsprechende wohlwollende Aussage im Koalitionsvertrag CDU-CSU/SPD im Jahr 2016 änderte daran nichts.
In Baden-Württemberg und in Nordrhein-Westfalen sind Schutzstreifen außerorts nach entsprechenden Erlassen bei maximal 4.000 Kfz pro Tag und Erfüllung weiterer Voraussetzungen möglich.
Kontroverse zur Benutzungspflicht für Radfahrer
Ob für Radfahrer aufgrund des Rechtsfahrgebots eine Benutzungspflicht des Schutzstreifens besteht, wie explizite Einträge im Bußgeldkatalog nahelegen, ist umstritten, da keine entsprechende Benutzungspflicht explizit in der Straßenverkehrs-Ordnung steht. In der parallel zur sogenannten Radfahrernovelle von 1997 neu gefassten, aber nur für Behörden, nicht aber für den Verkehrsteilnehmer bindenden VwV-StVO stand noch passend zum Bußgeldkatalog: „Der Radverkehr muss den Schutzstreifen im Streckenverlauf benutzen. Diese Benutzungspflicht ergibt sich aus dem Rechtsfahrgebot (§ 2 Abs. 4 Satz 3).“
Die Nicht-Benutzungspflicht wird damit begründet, dass Schutzstreifen mit Fahrzeugen nur bei Bedarf befahren werden dürfen, der sich aus dem Rechtsfahrgebot für Radverkehr nicht eher als für Kraftfahrzeugverkehr ergeben kann. Außerdem werde der Radverkehr durch den oft schlechteren Fahrbahnzustand (daher teils auch als „Schmutzstreifen“ bezeichnet) sowie durch die an den Rand gedrängte Lage eher durch überholende Kraftfahrzeuge gefährdet, wodurch ein weiteres Ausschlusskriterium für ein Befahren erfüllt sei, da auch der Radverkehr selbst Schutzstreifen nicht benutzen darf, wenn er dabei gefährdet wird. Die im Regeltatbestand des Bußgeldkatalogs geforderte Benutzung sei dieser Ansicht nach durch den erhöhten Seitenabstand gegeben, durch den eine höhere Sicherheit erreicht wird.
Eine Klarstellung, dass keine direkte Benutzungspflicht besteht, erfolgte 2018 durch das OVG Lüneburg anlässlich des gescheiterten Versuchs einer Klage gegen einen Schutzstreifen aufgrund § 45 Abs. 9 Satz 3 n. F. Die Klagebefugnis fehlte, „denn die angegriffene Anordnung von Schutzstreifen enthält gegenüber dem ausschließlich in seiner Eigenschaft als Radfahrer klagenden Kläger schon keine Regelung (a), hilfsweise jedenfalls keine ihn vorliegend eigenständig belastende (b). […] So ordnet § 2 Abs. 4 Satz 2 StVO eine Radwegebenutzungspflicht ausdrücklich nur für die dort genannten Fälle einschließlich des durch die Verkehrszeichen 237, 295 zu kennzeichnenden Radfahrstreifens, nicht aber für einen Schutzstreifen an. […] Aus Nr. 3.4 des Bußgeldkatalogs (Anlage zu § 1 Abs. 1 Bußgeldkatalogverordnung) ergibt sich keine andere Beurteilung. Schon nach der Verordnungsermächtigung (§ 26a StVG) kann der Bußgeldkatalog nur die Folgen eines Verstoßes gegen ein bestehendes Ge- oder Verbot regeln, nicht aber eigenständig neue Ge- oder Verbote enthalten.“
Zulässig und erfolgreich war dagegen eine Klage eines Autofahrers gegen einen Schutzstreifen, weil er die Anforderungen der damaligen Fassung des § 45 9 Satz 2, „eine auf besondere örtliche Verhältnisse zurückzuführende, das allgemeine Risiko einer Beeinträchtigung insbesondere des Lebens und der Gesundheit der Verkehrsteilnehmer übersteigende Gefahrenlage“ nicht erfüllte. In der Neufassung der StVO von 2013 wurden dann aber die Schutzstreifen von dieser Regelung ausgenommen.
Einer Untersuchung der Unfallforschung der Versicherer (UDV) zu Schutzstreifen kommt zu dem Ergebnis, dass diese bei einer Breite von 125 cm für Radfahrer gefährlicher sind als Mischverkehr. Die Schutzstreifen werden seither zunehmend als „Gefährdungsstreifen“ oder „Todesstreifen“ bezeichnet. Diese Begriffe beziehen sich aber häufig im konkreten Fall auf Schutzstreifen ohne ausreichend breite Sicherheitstrennstreifen zu längsparkenden Kfz, wie sie vor 2010 nicht selten eingerichtet wurden, die bei konsequenter Anwendung der ERA 2010 nicht regelgerecht wären und jedenfalls nicht neu angelegt werden sollten.

#### Zweirichtungsradweg ohne Benutzungspflicht
Bei Zweirichtungsradwegen ohne Benutzungspflicht wird die linksseitige Benutzbarkeit durch das Zusatzzeichen 1022-10  Radverkehr frei ohne Hauptschild angezeigt. Vorgeschrieben ist nach VwV-StVO die Warnung der Fahrzeuge aus Querstraßen und verkehrsreichen Grundstückszufahrten mit dem Zusatzzeichen 1000-32  über dem Verkehrszeichen 205  Vorfahrt gewähren.

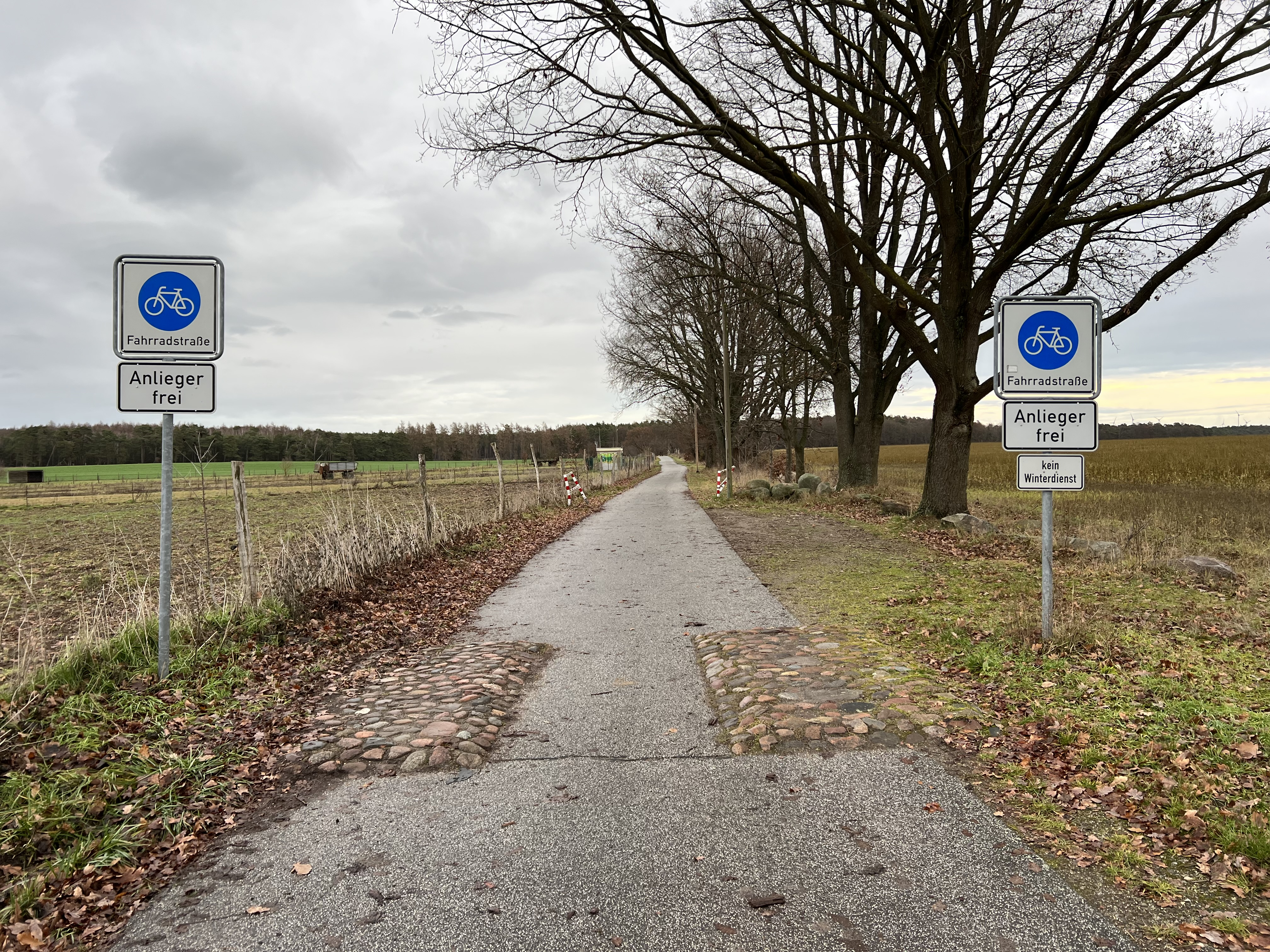
Außerörtliche Fahrradstraße in Neulöwenberg, Brandenburg, mit freigegebenem Anliegerverkehr

### Fahrradstraßen
Als besondere Art von Straßen sind Fahrradstraßen dem Radverkehr und Elektrokleinstfahrzeugen vorbehalten. Sie sind dort möglich, wo ein hoher Radverkehr vorherrscht oder vorherrschen wird.
Sie können für den Kraftfahrzeugverkehr freigegeben werden. Sie kommen in, und außerhalb bebauter Gebiete vor.

### Für den Radverkehr freigegebene Gehwege

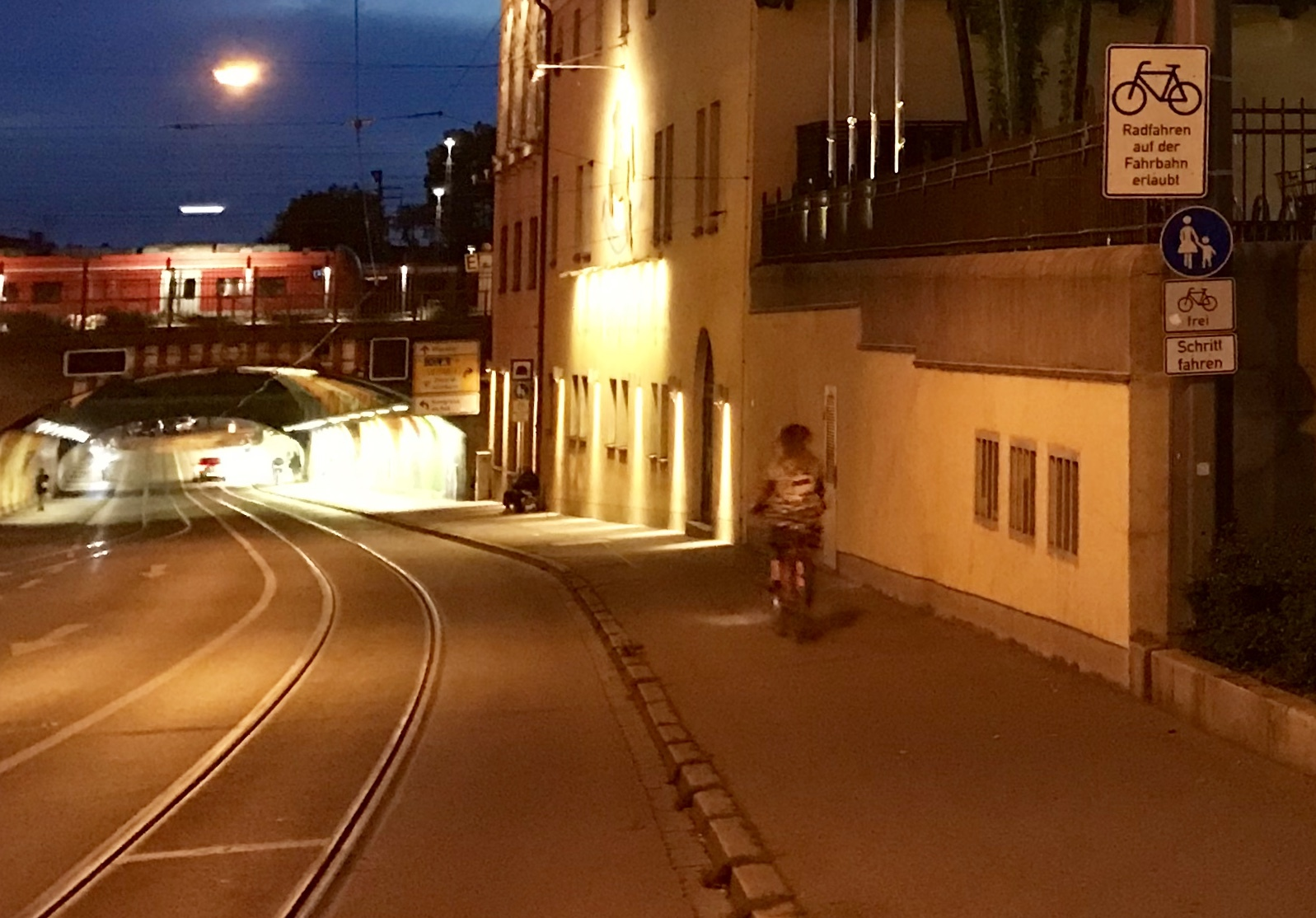
Freigabe mit Schrittgeschwindigkeit und Hinweistafel auf die Erlaubnis der Fahrbahnbenutzung neben den Schienen

Für die Breite gemeinsamer Geh- und Radweg schreibt die VwV-StVO eine Mindestbreite von 200 cm außerorts und 250 cm innerorts vor. Die ERA sehen ein Regelmaß von 250 cm innerorts wie außerorts vor, fordern einen Abstand außerorts zu Landstraßen von 175 cm und fordern innerorts bei einer Benutzung durch mehr als 75 Personen pro Spitzenstunde 2 cm mehr Breite pro Person in der Spitzenstunde, das ergibt dann beispielsweise 300 cm bzw. 400 cm Breite bei 100 bzw. 150 Personen in der Spitzenstunde.
Nicht eine Radverkehrsanlage im engeren Sinne sind für den Radverkehr freigegebene Gehwege. Sie sind keine Radwege im Sinne der StVO, sondern bleiben Gehwege. Radfahrer haben jedoch gegenüber dem Verkehr aus Seitenstraßen Vorfahrt, was seit 2009 durch die Verpflichtung zur Markierung von Radfahrerfurten in der Verwaltungsvorschrift zur Straßenverkehrsordnung verdeutlicht wird.
Sind jedoch keine gesonderten Radwege vorhanden und hält es die lokale Straßenverkehrsbehörde aufgrund des geringen Fußgängerverkehrs auf dem Gehweg für verantwortbar, kann das Radfahren auf Gehwegen durch die Kombination von Zeichen 239 Gehweg  mit dem Zusatzzeichen Radfahrer frei  zugelassen werden. Eine Benutzungspflicht für Radfahrer entsteht dadurch nicht, das Befahren der Fahrbahn ist zulässig.
Bei Benutzung so beschilderter Wege durch Radfahrer sind diese verpflichtet, besondere Rücksicht auf den Fußgängerverkehr zu nehmen. Radfahrer dürfen nur mit Schrittgeschwindigkeit fahren. Wenn nötig müssen sie warten. Oftmals wird diese Regelung getroffen, da eine Führung des Radverkehrs auf der Fahrbahn aufgrund der hohen Verkehrsdichte für manche Nutzergruppen gefährlich bzw. unzumutbar erscheint, und beengte Platzverhältnisse die Anlage einer gesonderten Radverkehrsanlage oder einen anforderungsgerechten gemeinsamen Fuß- und Radweg verhindern. Oft besitzt der Gehweg allerdings keine ausreichende Breite, um Nutzungskonflikte zwischen Rad- und Fußverkehr zu vermeiden. Nach den Regelwerken gelten hohe Anforderungen an Gehwege, die für Radverkehr frei gegeben werden sollen, sowohl was die Zahl und Zusammensetzung des Fußgänger- und Radverkehrs angeht, als auch was Breiten, Engstellen, Hauseingänge, Grundstückszufahrten usw. angeht. Primär geht es darum, dem langsameren Teil des Radverkehrs die Benutzung des Gehwegs zu erlauben, umgekehrt muss es jedoch für den schnelleren Radverkehr vertretbar sein, auf der Straße zu fahren.
Das Radfahren auf einem Gehweg kann in einer Richtung erlaubt werden oder auch in beiden.
Gleiches wie für die Freigabe von Fußwegen gilt für Fußgängerzonen (Zeichen 242.1 ), die für Fahrzeugverkehr freigegeben sind.
Kinder bis zum vollendeten achten Lebensjahr müssen mit dem Fahrrad Gehwege benutzen, dürfen also nicht auf der Fahrbahn oder Radfahrstreifen fahren (soweit ein Gehweg vorhanden ist). Ist ein baulich von der Fahrbahn getrennter Radweg vorhanden, so dürfen Kinder unter acht Jahre auch den Radweg benutzen. Ab dem vollendeten achten Lebensjahr bis zum vollendeten zehnten Lebensjahr dürfen sie Gehwege benutzen, das heißt, sie haben die Wahl zwischen Gehweg oder Fahrbahn bzw. Radverkehrsanlagen. Auch eine geeignete Begleitperson eines Kindes bis zum vollendeten achten Lebensjahr darf den Gehweg benutzen (§ 2 Abs. 5 Satz 3 StVO).

### Führung des Radverkehrs an Knotenpunkten

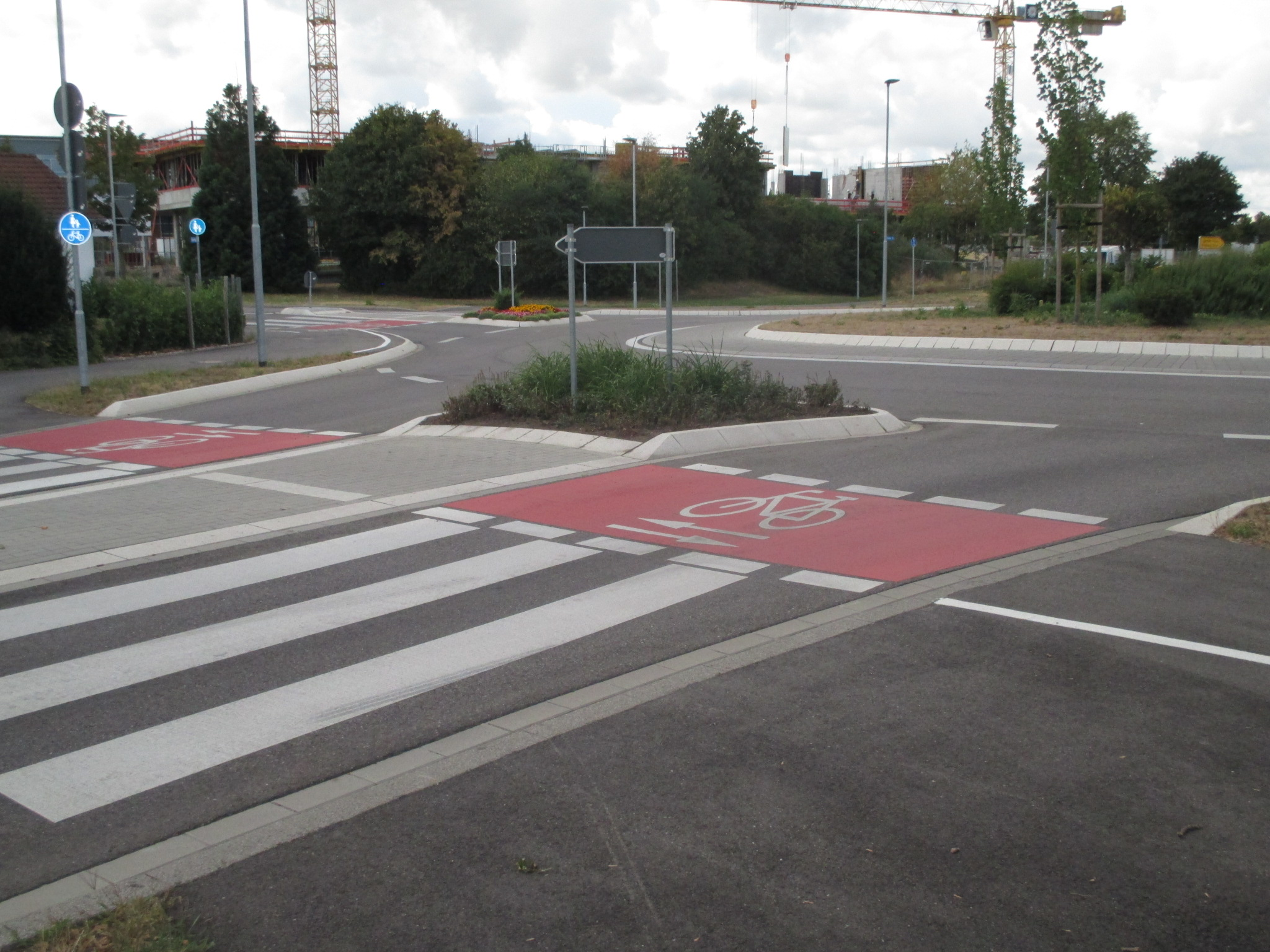
Kombinierte Querungsanlage für Fahrräder und Fußgänger („Zebrastreifen“) an einem Kreisverkehr (Bad Krozingen, August 2018)

Da es an Knotenpunkten häufig zu gefährlichen Konfliktsituationen zwischen dem Rad- und Kraftfahrzeugverkehr kommt (mehr als die Hälfte der Unfälle mit Radfahrerbeteiligung innerorts findet an Knoten statt), ist einer sicheren Radverkehrsführung an Einmündungen und Kreuzungen große Bedeutung beizumessen.
Insbesondere das Linksabbiegen soll durch entsprechende bauliche Maßnahmen erleichtert und sicherer werden. Grundsätzlich ist zwischen einer direkten und indirekten Radverkehrsführung an Knotenpunkten zu unterscheiden, wobei Radfahrer seit September 2009 die freie Wahl haben, wie sie links abbiegen wollen. Im Fall der direkten Führung müssen sich die Radfahrer in die Abbiegefahrstreifen des Kraftfahrzeugverkehrs einordnen oder sie befahren eine Radfahrerschleuse bzw. einen eigenen Radverkehrs-Linksabbiegestreifen. Bei der indirekten Führung verläuft die Radverkehrsführung zunächst über die rechts einmündende Straße bis zu einer Aufstellfläche. Von dort kann der Radfahrer die Straße (mit und ohne Radwegefurt) überqueren. Beide Möglichkeiten werden im Wesentlichen bei lichtsignalgeregelten Knotenpunkten angewendet, die direkte Führung kann jedoch auch ohne Lichtsignalschutz (geringe Kraftfahrzeugstärke notwendig) angeordnet werden.
Im Fall einer Einmündung kann ein sogenannter „Auffangradweg“ das Linksabbiegen ermöglichen. Dazu wird der Radverkehr ca. 20 Meter vor der Haltlinie aufgefangen und auf den seitlichen Radweg geführt. Am Ende des Auffangradweges befindet sich ein Lichtsignal, das den Weg über die Straße freigibt. Vorteil dieser Führung ist, dass sich die Radfahrer nicht auf dem Fahrstreifen bewegen müssen und damit nicht in Konflikt mit dem Kraftfahrzeugverkehr geraten.
Begleitet ein Radweg eine Vorfahrtstraße mit Einmündungen und Kreuzungen, müssen an den Einmündungen Radwegefurten angelegt werden. Zusätzlich müssen nach den Straßenbaurichtlinien und der Verwaltungsvorschrift zur StVO Sichtfelder freigehalten werden, damit sowohl querende Fahrzeuge als auch abbiegender Längsverkehr Radfahrer auf dem Radweg rechtzeitig erkennen kann. Wartepflichtige Kfz sollen, ohne die Radwegfurt zuzustellen, den Radweg mindestens 20 m, in der Regel jedoch 30 m weit einsehen können. Vor Einmündungen sollen auf einer Länge von mindestens 20 m keinerlei sichthindernde Einbauten zwischen der Fahrbahn und dem begleitenden Radweg vorhanden sein. Auch das Parken am Fahrbahnrand beziehungsweise auf ausgewiesenen Flächen sollte dort, am besten durch bauliche Einrichtungen (vorgezogener Rinnstein) verhindert werden. Diese Regelungen gelten zunächst nur links der Einmündung. Handelt es sich um einen Zweirichtungsradweg, gelten sie auch rechts der Einmündung entsprechend.
Eine weitere Lösungsmöglichkeit der Radverkehrsführung an Knotenpunkten ist der sogenannte aufgeweitete Radaufstellstreifen (ARAS), auch erweiterte Fahrradaufstellfläche (EFA) oder vorgezogene Aufstellfläche genannt, niederländisch opgeblazen fietsopstelstrook (OFOS oder OFO). Er kann bei lichtsignalgeregelten Knotenpunkten eingerichtet werden und verzichtet im Gegensatz zur Radfahrerschleuse auf ein Vorsignal. Stattdessen stoppt der Kraftfahrzeugverkehr bei Rot an einer etwas zurückgesetzten Haltlinie und der Radverkehr hat so die Möglichkeit rechts vorbeizufahren und sich vor den wartenden Fahrzeugen aufzustellen. Radfahrer brauchen so nicht im abgasbelasteten Wartebereich der Autos stehen, sie stehen im Sichtfeld der nachfolgenden Autofahrer, was die Unfallgefährdung verringert, insbesondere mit rechtsabbiegenden Kfz, und Radfahrer werden direkt und nicht umwegig über den Knotenpunkt geführt.

Führungsmöglichkeiten linksabbiegenden Radverkehrs
„Indirektes“ Linksabbiegen mit Hilfe eines „Auffangradwegs“ vor der Kreuzung rechts (grau)
Freizuhaltende Sichtfelder an Einmündungen
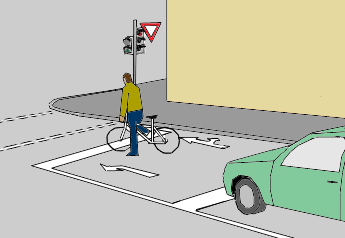
Aufgeweiteter Radaufstellstreifen an einer Stopp-Stelle (z. B. Ampel)

### Regelungen für Pedelecs
Pedelecs bis 25 km/h gelten verkehrsrechtlich als Fahrräder. Sie dürfen die Radinfrastruktur wie ein gewöhnliches rein mechanisches Fahrrad nutzen. Andere motorisierte Zweiräder, wie beispielsweise S-Pedelec, sind in Deutschland keine Fahrräder und dürfen Radwege in der Regel nicht benutzen. Ausnahmen von diesem Verbot werden innerorts durch Zusatzzeichen (z. B. 1022-11, Mofas frei  bzw. Zusatzzeichen S-Pedelec frei) für Mofas bzw. S-Pedelec kenntlich gemacht. Auf Radwegen außerhalb geschlossener Ortschaften dürfen Mofas und E-Bikes Radwege benutzen.

### Geschichte (Deutschland)

Seit der zweiten Hälfte der 1920er Jahre setzte sich die Beschilderung von Radfahrwegen deutschlandweit durch

Zeichen 241: Getrennter Rad- und Fußweg. Mit der 1971 gültig gewordenen westdeutschen StVO eingeführtes Verkehrszeichen

Ehemaliges Zeichen 244: Gemeinsamer Rad- und Fußweg. Mit der 1971 gültig gewordenen westdeutschen StVO eingeführtes Verkehrszeichen

Zu Beginn des 20. Jahrhunderts hatte in Deutschland die Zahl der Radfahrer erheblich zugenommen. Damals besaßen in München 5–5,6 %, in Stuttgart trotz des bergigen Geländes immerhin noch rund 3,8 % der Einwohner ein Fahrrad.
Deshalb gab es erste Bestrebungen, sowohl auf Landstraßen als auch in Städten Radfahrwege anzulegen, um „den Radfahrverkehr ungefährlicher zu machen“. Speziell innerhalb von Städten glaubte man, dass die Straßenmitte hierfür am geeignetsten sei. Man wollte primär Fußgänger vor Radfahrern schützen, weil Fahrräder „vermöge ihrer geringen Abmessungen weniger auffallen, […] durch keinerlei Fahrgeräusch sich bemerklich machen und sehr häufig mit zu großer Geschwindigkeit sich bewegen, welche diejenige der anderen Straßenfuhrwerke wesentlich übertrifft“. Als Breite wurden 2 bis 2,60 m empfohlen, und aus Gründen der Sicherheit und Bequemlichkeit der Radfahrer sollten Rampen vermieden und Radfahrwege auf gleicher Höhe wie die Fahrbahn geführt werden. Die Ausführung sollte möglichst eben erfolgen. Die Verwendung von Asphalt wurde jedoch als „unangebrachter Luxus“ betrachtet.
Der älteste noch bestehende Radweg in Deutschland ist der ab 1907 angelegte Anlagenring in Offenbach am Main mit baulich getrennter Radverkehrsanlage.
Eine Radwegbenutzungspflicht existiert in Deutschland seit der Einführung der Reichs-Straßenverkehrs-Ordnung (RStVO) vom 1. Oktober 1934:

„Ist eine Straße für einzelne Arten des Verkehrs bestimmt (Fußweg, Fahrradweg, Reitweg) so ist dieser Verkehr auf den ihm zugewiesenen Straßenteil beschränkt“

Begründet wurde die Benutzungspflicht u. a. damit, dass Deutschland zu den Olympischen Sommerspielen 1936 als verkehrstechnisch fortschrittliches Land erscheinen sollte:

„Zeigen wir [zur kommenden Olympiade 1936] dem staunenden Ausländer einen neuen Beweis für ein aufstrebendes Deutschland, in dem der Kraftfahrer nicht nur auf den Autobahnen, sondern auf allen Straßen durch den Radfahrer freie, sichere Bahn findet.“

Eine ausdrückliche Benutzungspflicht für Radwege in der Straßenverkehrs-Ordnung findet sich in der StVO § 27 (1) von 1937. Danach hatten Radfahrer die vorhandenen Radwege zu benutzen. Auf Straßen ohne Radwege mussten sich Radfahrer am äußersten rechten Rand der Fahrbahn halten. Wenn der Fußgängerverkehr nicht behindert wurde, durften Radfahrer außerhalb von geschlossenen Ortschaften auch die Bankette nutzen. Grundsätzlich hatten Radfahrer außerdem einzeln hintereinander zu fahren. Ein Nebeneinanderfahren war nur gestattet, wenn keine Behinderung des Autoverkehrs vorlag. Auf Reichsstraßen mussten Radfahrer außerhalb von geschlossenen Ortschaften immer hintereinander fahren. Die Benutzungspflicht für Radwege bedingt eine Verkehrssicherungspflicht der Kommunen. Bei rechtzeitig gemeldeten Schäden, die nicht in angemessener Zeit entschärft werden, ist der Straßenbaulastträger, also innerorts in der Regel die Kommune, im Falle eines dadurch mitverschuldeten Unfalls regresspflichtig.
Die Verwaltungsvorschrift zur Straßenverkehrs-Ordnung bezeichnete Radfahrstreifen bis zum 1. September 2009 als weniger wünschenswert als baulich angelegte Radwege, obwohl sie den dort aufgestellten Anforderungen am ehesten entsprechen. Allerdings waren sie auch damals schon getrennten Rad- und Gehwegen  und gemeinsamen  Geh- und Radwegen vorzuziehen. Radfahrstreifen werden manchmal mit den nachfolgend erläuterten Schutzstreifen fälschlich zusammenfassend als (Fahr-)Radspur oder Radstreifen bezeichnet.
Schutzstreifen wurden offiziell unter diesem Namen mit der StVO-Novelle von 1997 eingeführt, davor und gelegentlich auch noch heute wurden sie als Angebots- oder Suggestivstreifen bezeichnet, während Schutzstreifen bis 1997 Abstandsflächen bezeichneten, die heute Sicherheitstrennstreifen genannt werden.

#### Linksseitige Radwege
Von 1934 bis 1971 mussten, ab 1. März 1971 durften sie benutzt werden. Von 1980 bis 2013 war die Benutzung verboten, es sei denn, sie war durch Schilder verpflichtend. Seit 2013 gibt es sowohl die erlaubende als auch die verpflichtende Beschilderung: Ohne Beschilderung ist die Benutzung verboten.

#### Petition gegen die Radwegbenutzungspflicht
2007 hatte die Initiative Cycleride beim Bundestag eine zwischen 16. März 2007 bis 27. April 2007 im Internet von 16.976 Personen gezeichnete Petition zur Abschaffung der Radwegbenutzungspflicht eingereicht. Erst am 18. März 2010 wurde das Verfahren abgeschlossen, dem Anliegen allerdings nicht entsprochen.

### Juristische Einschränkungen (Deutschland)

#### Erste Einschränkung der Benutzungspflicht (Westdeutschland)
Von 1934 bis 1971 musste jeder Radweg benutzt werden, der als solcher zu erkennen war. Bei der Erkennbarkeit spielte (und spielt noch heute) die regionale Straßenbautradition eine Rolle. Gab es an einer Straße nur einen Radweg, so musste dieser in beiden Richtungen benutzt werden.
Seit dem 1. März 1971 waren dann – weiterhin gleichermaßen mit und ohne Schild – nur noch Radwege rechts der Fahrbahn benutzungspflichtig, linksseitige nicht mehr.
Seit 1980 dürfen linksseitige Radwege sogar nur noch benutzt werden, wenn dies durch eine entsprechende Beschilderung zugelassen ist.

#### Benutzungspflicht auf Anordnung
Sicherheits- und Qualitätskriterien bestimmen, wann die Straßenverkehrsbehörden die Benutzungspflicht eines Radweges anordnen dürfen. Dies gilt seit der sogenannten Radfahrernovelle der Straßenverkehrsordnung sowie der Allgemeinen Verwaltungsvorschrift zur StVO, die am 1. September 1997 in Kraft trat. Gleichzeitig wurde angeordnet, bestehende Benutzungspflichten bis zum 3. Oktober 1998 anhand der Qualitäts- und Sicherheitskriterien zu überprüfen. Das ist in den meisten Fällen nicht geschehen.
Seit 1997 wird zwischen benutzungspflichtigen Radwegen und nicht benutzungspflichtigen, damals so genannten „anderen Radwegen“ (s. u.) unterschieden. Vorher wurde der bis dahin geltende § 2 teilweise dahingehend ausgelegt, dass auch ohne Beschilderung und bei nicht-fahrbahnbegleitenden Radwegen eine Benutzungspflicht gelten würde.
Als Grundprinzip gilt die Benutzung der Fahrbahn. Wenn Sicherheitskriterien dagegen sprechen, soll ein Radweg (ggf. auch auf Fahrbahnniveau, dann als Radfahrstreifen) angelegt werden. Die Straßenverkehrsbehörde darf eine Radwegebenutzungspflicht nur dann anordnen, wenn im Wesentlichen zwei Voraussetzungen erfüllt sind:
Verkehrstechnische Voraussetzungen für die Anordnung
Nach § 45 Abs. 9 StVO von 2013 sind Verkehrszeichen – auch die Zeichen 237, Zeichen 240, Zeichen 241, die eine Radwegbenutzungspflicht implizieren – „nur dort anzuordnen, wo das auf Grund der besonderen Umstände zwingend erforderlich ist. […] Insbesondere Beschränkungen und Verbote des fließenden Verkehrs“ – hier sind unter anderem die Radfahrer gemeint, deren Wahlfreiheit aufgehoben werden soll – „dürfen nur angeordnet werden, wo auf Grund der besonderen örtlichen Verhältnisse eine Gefahrenlage besteht, die das allgemeine Risiko einer Beeinträchtigung der in den vorstehenden Absätzen genannten Rechtsgüter erheblich übersteigt“. Die Verwaltungsvorschrift zu § 2 Abs. 4 Satz 2 StVO lässt die Anordnung nur „aus Verkehrssicherheitsgründen“ zu.
Die Anordnung einer Radwegbenutzungspflicht durfte nach der Novelle von 1997 also nur zur Wahrung oder Erhöhung der Verkehrssicherheit erfolgen (vgl. Bundesverwaltungsgericht, Urteil vom 18. November 2010) und nicht, damit zum Beispiel Autos unbehindert oder schneller fahren können. Bisher gibt es keine Nachweise, dass die Unfallgefahr auf Radwegen geringer ist als auf Fahrbahnen. Stattdessen gibt es sehr wohl Untersuchungen, die ein erhöhtes Unfallrisiko im Zusammenhang mit der Existenz von Radwegen aufzeigen. Damit ist die Pflicht zur Benutzung solcher Wege in vielen Fällen auf dem Rechtsweg anfechtbar. Nach dem Urteil des Bundesverwaltungsgerichts vom 18. November 2010 darf die Benutzungspflicht nur ausnahmsweise angeordnet werden. Insbesondere stellt der oft angeführte unfallverhütende Entmischungsgrundsatz keinen zwingenden Aspekt dar. Denn dieser Grundsatz ließe sich praktisch auf alle bestehenden Radwege anwenden. Wäre ein solches allgemeines Argument zur Begründung der Benutzungspflicht ausreichend, würde das oben beschriebene Regel-Ausnahme-Verhältnis des § 2 Abs. 4 StVO ins Gegenteil verkehrt. Gleiches gilt entkräftend, wenn oftmals die aus der großen Instabilität des Fahrrades herrührenden Gefährdungen angeführt werden (siehe Weblinks).
Von der strengen Voraussetzung des Satzes „Insbesondere Beschränkungen und Verbote des fließenden Verkehrs dürfen nur angeordnet werden, wenn auf Grund der besonderen örtlichen Verhältnisse eine Gefahrenlage besteht, die das allgemeine Risiko einer Beeinträchtigung der in den vorstehenden Absätzen genannten Rechtsgüter erheblich übersteigt.“ wurden im Laufe der Jahre aber Ausnahmen auch für Radverkehrsanlagen in die StVO aufgenommen. Schon seit der Neufassung von 2013 galt diese Anforderung nicht mehr für Schutzstreifen und Fahrradstraßen. Seit dem 14. Dezember 2016 gilt § 45 Abs. 9 Satz 3 „nicht für die Anordnung von […] Sonderwegen außerhalb geschlossener Ortschaften (Zeichen 237, Zeichen 240, Zeichen 241) oder Radfahrstreifen innerhalb geschlossener Ortschaften (Zeichen 237 in Verbindung mit Zeichen 295)“. Benutzungspflichtige Radwege außerhalb geschlossener Ortschaften und benutzungspflichtige Radfahrstreifen innerhalb geschlossener Ortschaften dürfen nun auch angeordnet werden, wo keine besondere Gefahrenlage nach § 45 (9) Satz 3 besteht. Die Anforderungen an Radwege nach anderen Teilen des § 45 oder bauliche und andere Voraussetzungen nach der VwV-StVO bleiben bestehen. Mit der Erleichterung von Radfahrstreifen muss man bei Fehlen eines Nachweises der besonderen Gefahrenlage nicht mehr auf die meist schmaleren und bisher schon leichter anzuordnenden Schutzstreifen ausweichen, die aber von Kraftfahrzeugen mitbenutzt werden können.
Bauliche Voraussetzungen für die Anordnung
Der Radweg soll bestimmte bauliche Voraussetzungen erfüllen (unter anderem: lichte Breite [befestigter Verkehrsraum plus Sicherheitsraum] mindestens 1,50 m bzw. 2,50 m bei gemeinsamen Fuß- und Radwegen, geradlinige Wegführung und „zumutbare Beschaffenheit“). Diese sind in der Verwaltungsvorschrift zur Straßenverkehrs-Ordnung festgelegt, in der auch auf die Empfehlungen für Radverkehrsanlagen hingewiesen wird, die ebenfalls Mindest- und Regelbreiten beschreibt. Ebenso sollen ausreichende Flächen für den Fußgängerverkehr zur Verfügung stehen, wobei die Empfehlungen für Fußgängerverkehrsanlagen und die Richtlinien für die Anlage von Stadtstraßen zu berücksichtigen sind.
Viele Kommunalverwaltungen schildern demzufolge Radwege rechtswidrig benutzungspflichtig aus. Meist, weil sie die Radwege nicht auf die 1997 und 2013 geänderte Gesetzesgrundlage hin neu überprüft haben. Trotzdem müssen aber die Radwege benutzt werden, da auch rechtswidrige Verwaltungsakte (das Anbringen eines Verkehrsschildes ist ein solcher) wirksam sind.
Außerorts ist die Mindestbreite für gemeinsame Fuß- und Radwege (Zeichen 240) auf 2,00 m reduziert.

#### Räumliche Begrenzung der Benutzungspflicht

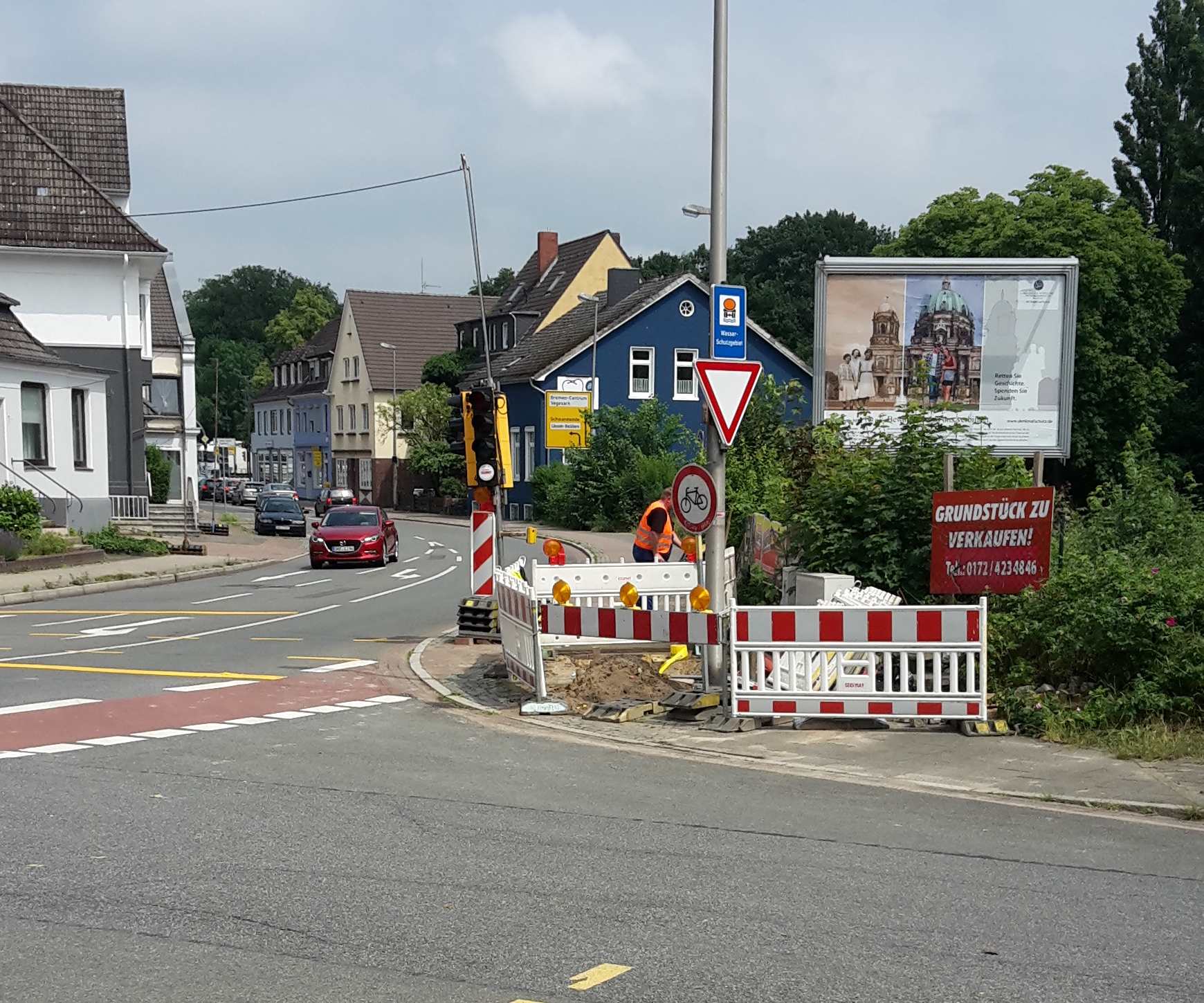
Rechtswidrige Baustellenbeschilderung

Die Benutzungspflicht endet zusammen mit dem Weg, für den diese angeordnet wurde. Dabei gilt zu beachten, dass der Weg auch über Kreuzungen und Einmündungen fortgesetzt werden kann. Sollte das Ende des Weges nicht eindeutig erkennbar sein oder sollte die Benutzungspflicht eher enden, so kann eine Benutzungspflicht durch ein Verkehrszeichen aufgehoben werden. Dazu wird das Zusatzzeichen 1012-31 mit der Beschriftung „Ende“ unter einem Zeichen 237, 240 oder 241 angebracht. Diese Regelung erlaubt und erfordert eine Interpretation durch die Verkehrsteilnehmer, die individuell unterschiedlich ausfallen kann.

Die Allgemeinen Verwaltungsvorschrift zur Straßenverkehrs-Ordnung (VwV-StVO), welche bis zum 1. September 2009 galt, enthielt eine deutlichere Formulierung: (Zu den Zeichen 237, 240 und 241, Abschnitt I, Ziffer 1): „Die Zeichen 237, 240 und 241 begründen einen Sonderweg und kennzeichnen die Radwegebenutzungspflicht. Sie stehen dort, wo der Sonderweg beginnt. Sie sind an jeder Kreuzung und Einmündung zu wiederholen.“ Seit 1. September 2009 ist diese Regelung nicht mehr in der Verwaltungsvorschrift enthalten, um die Anzahl der aufzustellenden Verkehrszeichen zu reduzieren.

#### Ausnahmen von der Benutzungspflicht

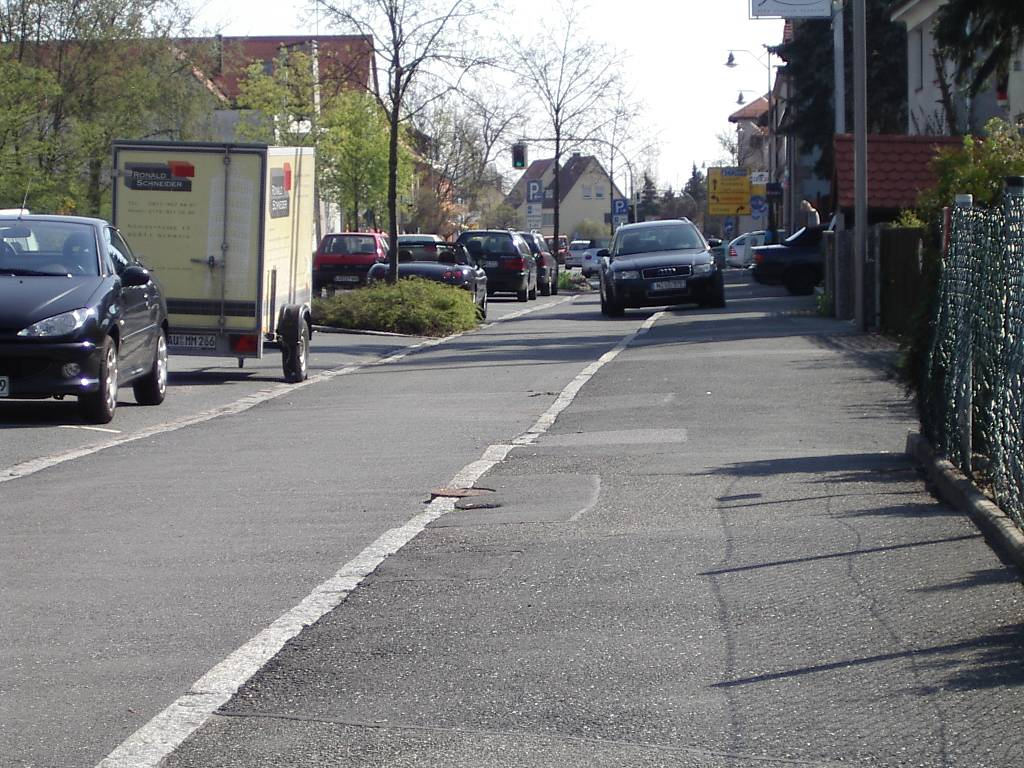
Gemeinsamer Fuß- und Radweg (einseitig, Zweirichtungsverkehr) in Behringersdorf mit Behinderung durch einen Falschparker

Die Benutzungspflicht muss von Radfahrern nur dann beachtet werden, wenn der Radweg eine erkennbare Alternative zur Fahrbahn darstellt, also neben ihr in derselben Straße verläuft (fahrbahnbegleitend). Bei abseits von Fahrbahnen geführten (eigenständigen) Radwegen stellt die Beschilderung mit Zeichen 237, 240 oder 241 einen Hinweis auf die Benutzungserlaubnis mit Fahrrädern und grundsätzlich ein Benutzungsverbot für andere Verkehrsarten dar.
Wenn ein als benutzungspflichtig gekennzeichneter Radweg praktisch nicht benutzbar oder unzumutbar ist, z. B. durch parkende Kraftfahrzeuge oder andere Hindernisse, Baustellen oder fehlende Schneeräumung, entfällt die Benutzungspflicht (vgl. LG Oldenburg, 29. Juli 1952, VkBl. 53, 190; OLG Naumburg, 8. Dezember 2011, AZ 1 U 74/11). Auf den Gehweg darf nicht ausgewichen werden, da dieser nur den Fußgängern vorbehalten ist. Ein Urteil des Oberlandesgerichts Celle von 2001 sagt aus, dass schon eine Verletzung des „Luftraums“ des Gehweges nur mit dem hineinragenden Lenker unzulässig sei.
Der Radweg muss auch nicht benutzt werden, wenn nicht absehbar ist, wohin er führt, oder keine Auf- bzw. Abfahrmöglichkeit besteht. Zum Abbiegen können Radwege rechtzeitig vor der Kreuzung oder Einmündung verlassen werden, um sich dort einzuordnen. Wer jedoch über eine Radverkehrsführung abbiegt, muss dieser im Kreuzungs- und Einmündungsbereich folgen (§ 9 Abs. 2 StVO).
Bei Fahrrädern, die nicht auf den Radweg passen, zum Beispiel Dreiräder und Fahrräder mit Anhänger, soll die Nichtbenutzung von Radwegen „nicht beanstandet werden“ (VwV-StVO: Zu § 2, Abs. 4, Satz 2, Punkt II.2.a (Randziffer 23)). Das ist jedoch keine generelle Ausnahme von der Radwegebenutzungspflicht für diese Fahrräder. Wirksamkeit und Rechtsfolge des Zusatzzeichens 1012-32 (Radfahrer absteigen), z. B. an einer Baustelle aufgestellt, sind umstritten. Es zeigt aber an, dass die Benutzung des Radweges nur eingeschränkt möglich und nicht mehr verpflichtend ist. Es empfiehlt sich, die Fahrbahn zu benutzen oder auf dem Gehweg zu schieben.
Die Anordnung der Benutzungspflicht ist ein Verwaltungsakt der zuständigen Straßenverkehrsbehörde, gegen den Widerspruch und anschließend Klage vor dem zuständigen Verwaltungsgericht erhoben werden kann. In einigen Bundesländern ist das Widerspruchsverfahren allerdings abgeschafft.
Umstritten ist die Rechtsmeinung, dass sich eine Benutzungspflicht von Schutzstreifen für Radfahrer aus dem Rechtsfahrgebot ergibt. So gestehen Gerichtsurteile Radfahrern einen Seitenabstand von bis zu 80 cm vom Fahrbahnrand zu und schreiben bei parkenden Fahrzeugen einen Abstand von mindestens 1 m vor, was ggf. das Verlassen des Schutzstreifens erfordert.

#### Nicht benutzungspflichtige Radwege bzw. Radwege ohne Benutzungspflicht
Eine Benutzungspflicht für einen Radweg ist gleichzeitig ein Verbot, mit dem Fahrrad die Fahrbahn (umgangssprachlich meist Straße genannt) zu befahren. Sie kann daher nur angeordnet werden, wenn auf Grund der örtlichen Verhältnisse eine Gefahr besteht, die das allgemeine Risiko der Teilnahme am Straßenverkehr übersteigt. Gelten an Kreuzungen unterschiedliche Vorfahrtsregelungen, ist das ein Hinweis darauf, dass Radweg und Fahrbahn nicht zur selben Straße gehören.
Zum 1. September 1997 wurde der Begriff „anderer Radweg“ in die StVO aufgenommen, der seit dem 1. September 2009 durch den Begriff „Radweg ohne Benutzungspflicht“ abgelöst wurde. Radwege ohne Benutzungspflicht sind fahrbahnbegleitend und baulich angelegt und nach außen erkennbar für die Benutzung durch den Radverkehr bestimmt, aber nicht mit einem Verkehrszeichen beschildert. Sie sind daher für niemanden benutzungspflichtig, aber ausschließlich dem Radverkehr vorbehalten. Zur Verdeutlichung können sie mit einem markierten Fahrradpiktogramm gekennzeichnet sein.

#### Praktische Erfahrungen mit der Aufhebung der Benutzungspflicht

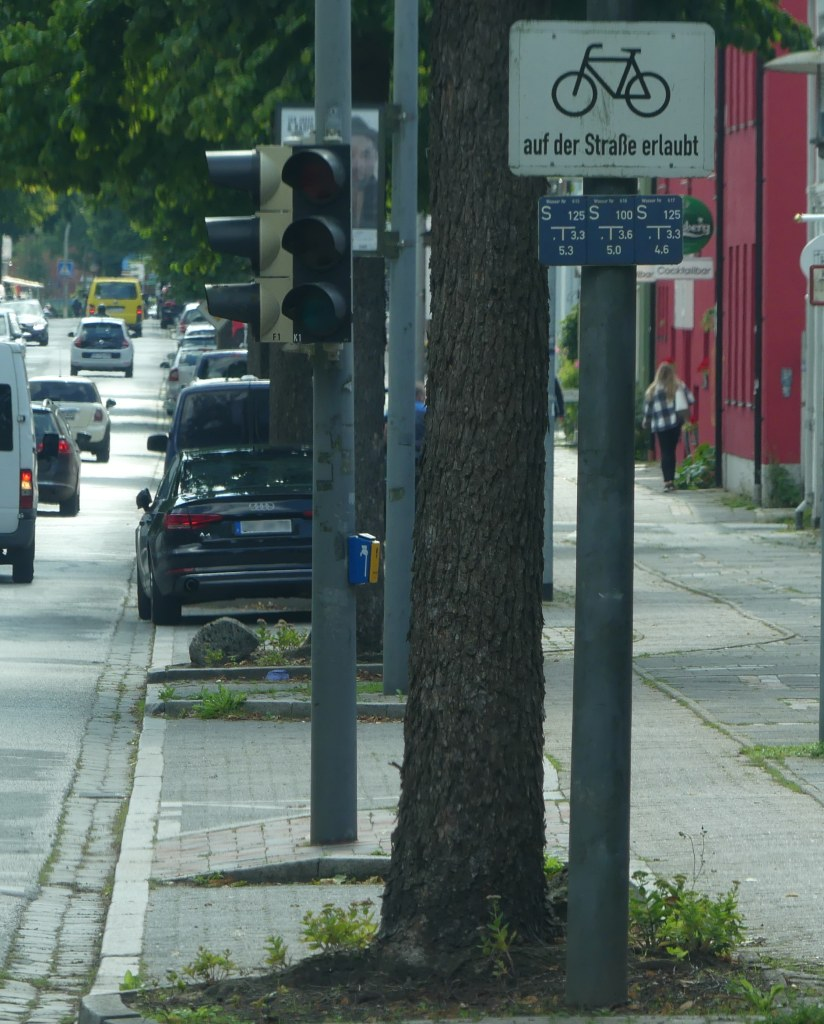
Nicht mehr benutzungspflichtiger Radweg in der Kurhausstraße in Bad Segeberg: Ein zusätzliches Schild weist die Verkehrsteilnehmer darauf hin, dass Radfahrer auf der Fahrbahn fahren dürfen

Da die Kennzeichnung von Radwegen ohne Benutzungspflicht nicht eindeutig vorgeschrieben ist und zwischen Ländern und Gemeinden unterschiedlich gehandhabt wird, besteht oft Unklarheit über die Berechtigung, den Weg mit dem Rad zu befahren. Andererseits wird die Benutzung der Fahrbahn anstelle eines den Anschein eines Radweges erweckenden Weges, aber eigentlich nicht benutzungspflichtigen Radweges von Kraftfahrern oft als Fehlverhalten interpretiert und mit unberechtigten Belehrungen, verbalen Attacken, Hupen, besonders nahem Überholen oder Selbstjustiz verfolgt.

## Österreich

### Benutzungspflicht von Radfahranlagen
In Österreich war bis Ende 2013 nach § 68 StVO auf Straßen mit einer Radfahranlage diese mit einspurigen Fahrrädern ohne Anhänger zu benutzen, wenn das Befahren der Radfahranlage in der vom Radfahrer beabsichtigten Fahrtrichtung erlaubt war.
Was als Radfahranlage im Sinn der StVO gilt, ist in § 2 Abs. 1 Z. 11b. geregelt, die Unterteilung der Radfahranlagen in Z. 7. Radfahrstreifen, Z. 7a. Mehrzweckstreifen, Z. 8. Radweg, Z. 11a. Geh- und Radweg und Z. 12a Radfahrerüberfahrt.
Durch die StVO-Novelle von 2013 wurde mit Wirkung vom 1. Jänner 2014 die Möglichkeit zu nicht-benutzungspflichtigen Radwegen gegeben und für diese ein neues Verkehrszeichen eingeführt, wie in Frankreich ein blaues Quadrat mit weißem Fahrrad. Auch die Zeichen für den gemeinsamen und den getrennten Geh- und Radweg gibt es nun zusätzlich quadratisch ohne Benützungspflicht.

### Ausnahmen von der Benutzungspflicht
„Mit Fahrrädern mit einem Anhänger, der nicht breiter als 100 cm ist, mit mehrspurigen Fahrrädern, die nicht breiter als 100 cm sind, sowie bei Trainingsfahrten mit Rennfahrrädern darf die Radfahranlage benützt werden; mit Fahrrädern mit einem sonstigen Anhänger oder mit sonstigen mehrspurigen Fahrrädern ist die für den übrigen Verkehr bestimmte Fahrbahn zu benützen.“ (§ 68 Abs. 1 StVO). Was ein Rennfahrrad ist, ist im § 4 der Fahrradverordnung geregelt; was im konkreten Fall eine Trainingsfahrt ist, bleibt der Einschätzung der beanstandenden Exekutive, bei Anzeige durch diese der Behörde und im Folgenden der Rechtsprechung im Zuge eines Verwaltungsstrafverfahrens überlassen.
Eine weitere Ausnahme gilt für Rollerskater und Rollschuhfahrer: Diese dürfen neben den Verkehrsflächen für Fußgänger zwar auch die Radverkehrsanlagen benützen; das gilt jedoch nicht auf Radfahr- und Mehrzweckstreifen auf der Fahrbahn außerhalb des Ortsgebietes, oder wenn das Rollerskaten und Rollschuhfahren auf solchen innerorts mit Bodenmarkierung verboten ist (siehe § 88a StVO Rollschuhfahren).
Von den Regelungen der Benutzungspflicht nicht ausgenommen sind alle Fahrzeuge, die entweder direkt nach Gesetz ableitbar (§ 2 Abs. 1 Z. 22 StVO i. V. m. Z. 20 und § 1 Abs. 2a KFG) oder die nach Feststellung des BMVIT als Fahrräder gelten. So gelten z. B. Tretroller (nicht: Miniscooter), Elektrofahrräder und Segways als Fahrräder.
Mit der am 1. Jänner 2014 in Kraft getretenen StVO-Novelle mit den Radwegen ohne Benützungspflicht auch ein Verkehrszeichen für diese eingeführt. Die gesetzlichen Rahmenbedingungen wurden 2013 geschaffen.
Es besteht keine Möglichkeit, Radfahrern durch ein Zusatzschild das Befahren eines Gehsteigs zu erlauben.
Während in Deutschland einem straßenunabhängig geführten Radweg ein Vorrang vor einer kreuzenden Straße nur gewährt werden kann, indem man ihm auf kurzer Strecke Straßenstatus verleiht, gibt es in Österreich (wie auch in Polen) die Möglichkeit, eine Radfahrerüberfahrt einzurichten, analog zum Schutzweg (umgangssprachlich „Zebrastreifen“). Analog zu Schutzwegen, die mit weißen Querstreifen auf der Fahrbahn markiert werden, werden Radfahrerüberfahrten mit weißen Quadraten auf beiden Seiten der Überfahrt markiert.

## Schweiz

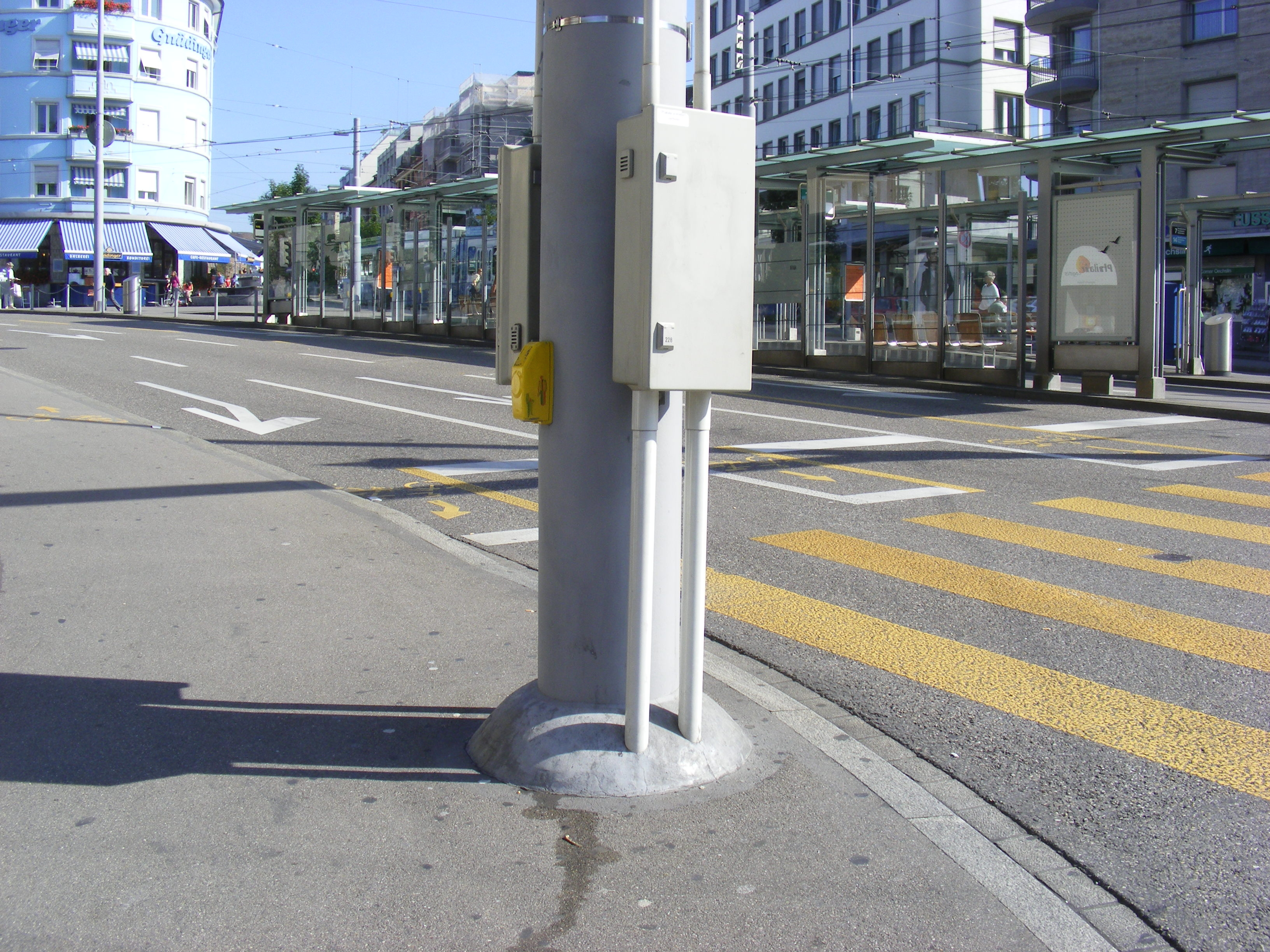
Zürich: Velomarkierungen in drei Aufstellflächen auf der Fahrbahn

Entgegen dem in der Schweiz alltäglichen Sprachgebrauch „Velo“ werden in den nationalen Regelwerken auf Deutsch die Begriffe „Fahrrad“, kurz „Rad“, und „Radfahrer“ verwendet.
Für die Organisation und Gestaltung der Fahrrad-Infrastruktur gibt es unterschiedliche Handbücher, die teilweise nur für einzelne Kantone verbindlich sind. Jedoch wurde auf nationaler Ebene am 23. September 2018 über den "Bundesbeschluss vom 13. März 2018 über die Velowege sowie die Fuss- und Wanderwege" (Gegenentwurf zur zurückgezogenen Volksinitiative «Zur Förderung der Velo-, Fuss- und Wanderwege (Velo-Initiative)») abgestimmt: Der Bundesbeschluss wurde mit 73,6 % angenommen. Am 19. Mai 2021 hat der Bundesrat die Botschaft zum neuen "Bundesgesetz über die Velowege" (Veloweggesetz) zu Händen des Parlaments verabschiedet. Das Gesetzgebungsverfahren befindet sich in Arbeit: Am 28. September 2021 hat der Ständerat mit 27 zu 14 Stimmen das Verbandsbeschwerderecht für Fahrrad-Organisationen wie Pro Velo Schweiz oder Velokonferenz Schweiz aus der Vorlage gestrichen. Am 2. März 2022 wurden die Änderungen vom Nationalrat angenommen. Am 18. März 2022 wurde das Veloweggesetz vom National- und Ständerat in der Schlussabstimmung angenommen. Es trat am 1. Januar 2023 in Kraft, wie vom Bundesrat am 2. Dezember 2022 beschlossen.
In der Schweiz sind Radwege und Radstreifen immer benutzungspflichtig, letztere auch dort, wo wie zumeist üblich, die gelben Begrenzungslinien gestrichelt sind. Wenn dreispurige Fahrräder und Gespanne den übrigen Veloverkehr behindern, müssen sie stattdessen auf der Fahrbahn fahren. Allerdings wird der Radverkehr in wesentlich größerem Maß als in Deutschland im Mischverkehr auf der Fahrbahn geführt. Unterstützt wird das Velofahren auf Straßen ohne langstreckige Radverkehrsanlagen durch punktuelle Führungselemente wie Aufstellflächen und kurze Radstreifen (auch für Linksabbieger) an großen Verkehrsknoten sowie nicht zuletzt durch die Fahrradwegweisung, die durch ihre burgunderrote Farbe auch Autofahrern ins Auge fällt.
Auf den meisten schweizerischen Kreisverkehren werden Unfälle durch riskantes Überholen und Übersehen z. B. im "toten Winkel" dadurch vermieden, dass die Fahrräder vor dem Kreisverkehr in die Fahrbahn eingefädelt werden und auf der Ringspur alle Fahrzeuge hintereinander fahren. Damit die Radelnden in der Mitte der Ringspur fahren, sind in der Schweiz Kreisverkehre vom Gebot ausgenommen, möglichst weit rechts zu fahren.
Ebenfalls ist es ausdrücklich erlaubt, an großen Kreuzungen den entsprechenden Abbiege- oder Geradeausfahrstreifen zu wählen. An großen Plätzen und schwer zu überquerenden Hauptstraßen wird in Einzelfällen durch Piktogramme erlaubt, auf dem linksseitigen Gehweg zu fahren. Außer auf Radwegen ist es im Verlauf ausgeschilderter Radwanderwege auch in Nebenstraßen erlaubt, zu zweit nebeneinander zu radeln.

## Übriges Europa

### Belgien

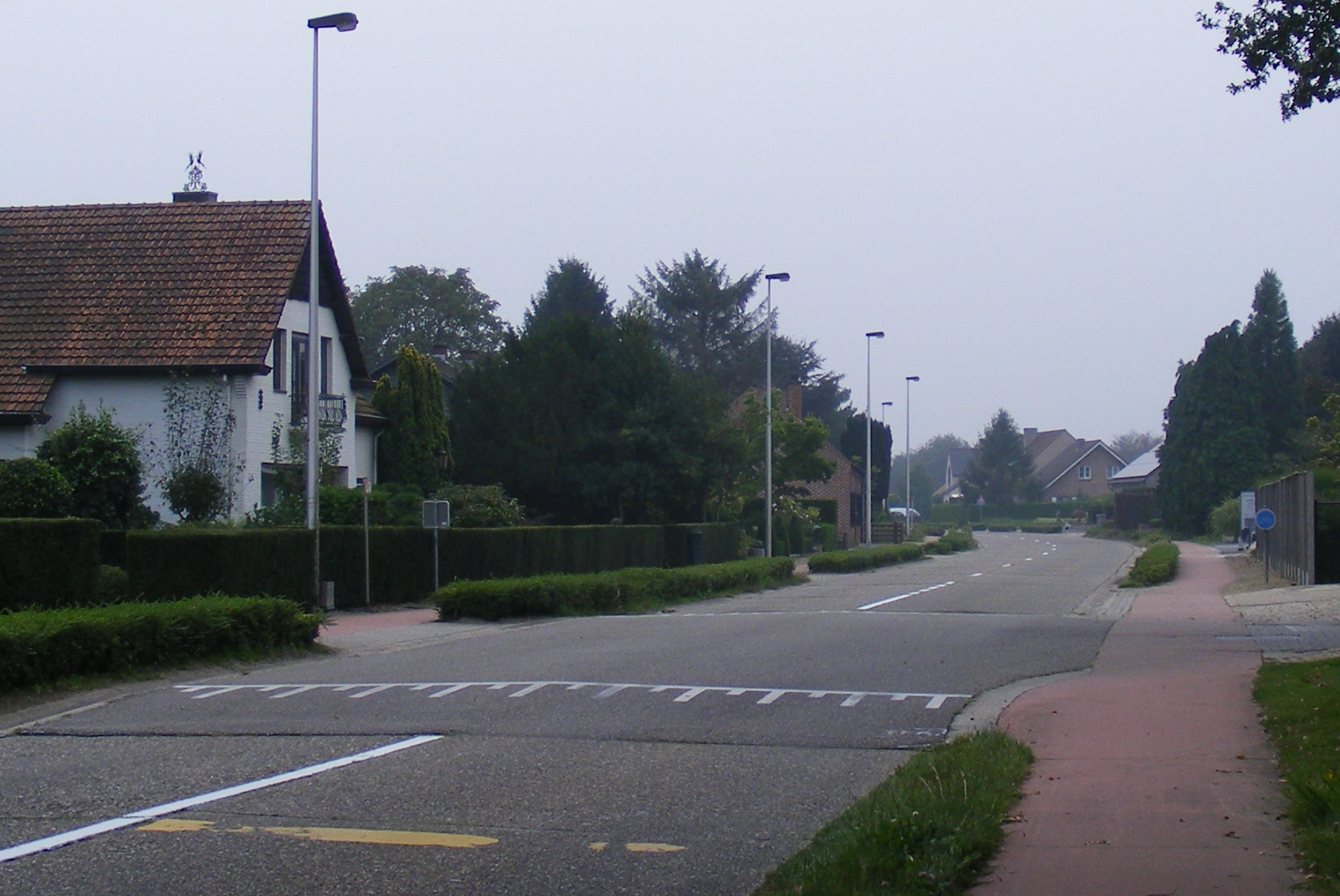
Typisch für die Flämische Gemeinschaft: Landstraßen in Gebieten mit Wohnbebauung haben beidseitige Radwege, aber keine Gehwege.

In Belgien sind alle Radwege benutzungspflichtig. Die belgische Straßenverkehrsordnung macht außerdem keinen Unterschied zwischen Radweg und Radfahrstreifen. Dementsprechend gibt es besonders im flämischen Landesteil zahlreiche Zwischenformen vom klassischen Bordsteinradweg über Stolperkanten und Abtrennung durch den Rinnstein bis zu reinen Markierungen auf der Fahrbahn. Dabei sind beiderseits durch gestrichelte Linien begrenzte Radfahrstreifen auch ohne Radwegschild oder Piktogramme benutzungspflichtig.
Suggestivstreifen hingegen haben im Gegensatz zu den Niederlanden häufig Fahrradpiktogramme und sind, wenn eingefärbt, dann nie rot.
Im flämischen Landesteil ist das Radwegenetz sehr dicht. Auffällig ist, dass der Beschilderung zufolge selbst innerorts viele Straßen beiderseits Radwege haben, aber keine Gehwege. Nicht selten sind unzureichende, schmale Nebenanlagen als Radweg ausgewiesen, die kein Gehweg von Hausecken und Hauseingängen trennt. Das Zeichen „getrennter Rad- und Gehweg“ findet man, zusammen mit einer entsprechenden Flächengestaltung, allenfalls in Geschäftsstraßen im Ortskern. Das Zeichen „gemeinsamer Rad- und Gehweg“ existiert durchaus, wird aber fast nur an straßenunabhängigen Wegen aufgestellt.
Im wallonischen Landesteil sind Wege gleicher Bauart wie flämische „Radwege“ großenteils Gehwege – was das Radfahren sehr erleichtert.
Auch die Hauptstadtregion Brüssel setzt mehr auf die Öffnung von Einbahnstraßen und die Umwidmung von Autofahrstreifen zu Radfahrstreifen, als auf klassische Radwege. Hier gibt es auch anteilig genutzte Fahrstreifen mit Fahrradpiktogrammen nach französischem Vorbild. Seit 2012 läuft ein Modellversuch, an einzelnen Kreuzungen Radfahrern das Rechtsabbiegen bei roter Ampel zu erlauben.
In allen Landesteilen wurden, zunächst teilweise geschottert, in den letzten Jahren fast nur noch asphaltiert, viele stillgelegte Bahnstrecken als Radwege hergerichtet. In der Wallonie bilden sie einen großen Teil des RAVeL-Netzes. Während das Freizeitradeln (in Belgien zu einem großen Teil in der sportlichen Form) dadurch deutlich verbesserte Bedingungen erhielt, sind die für den Alltagsverkehr wichtigen Verknüpfungen zwischen diesen Trassen und dem normalen Straßennetz vielerorts unzureichend.

### Frankreich

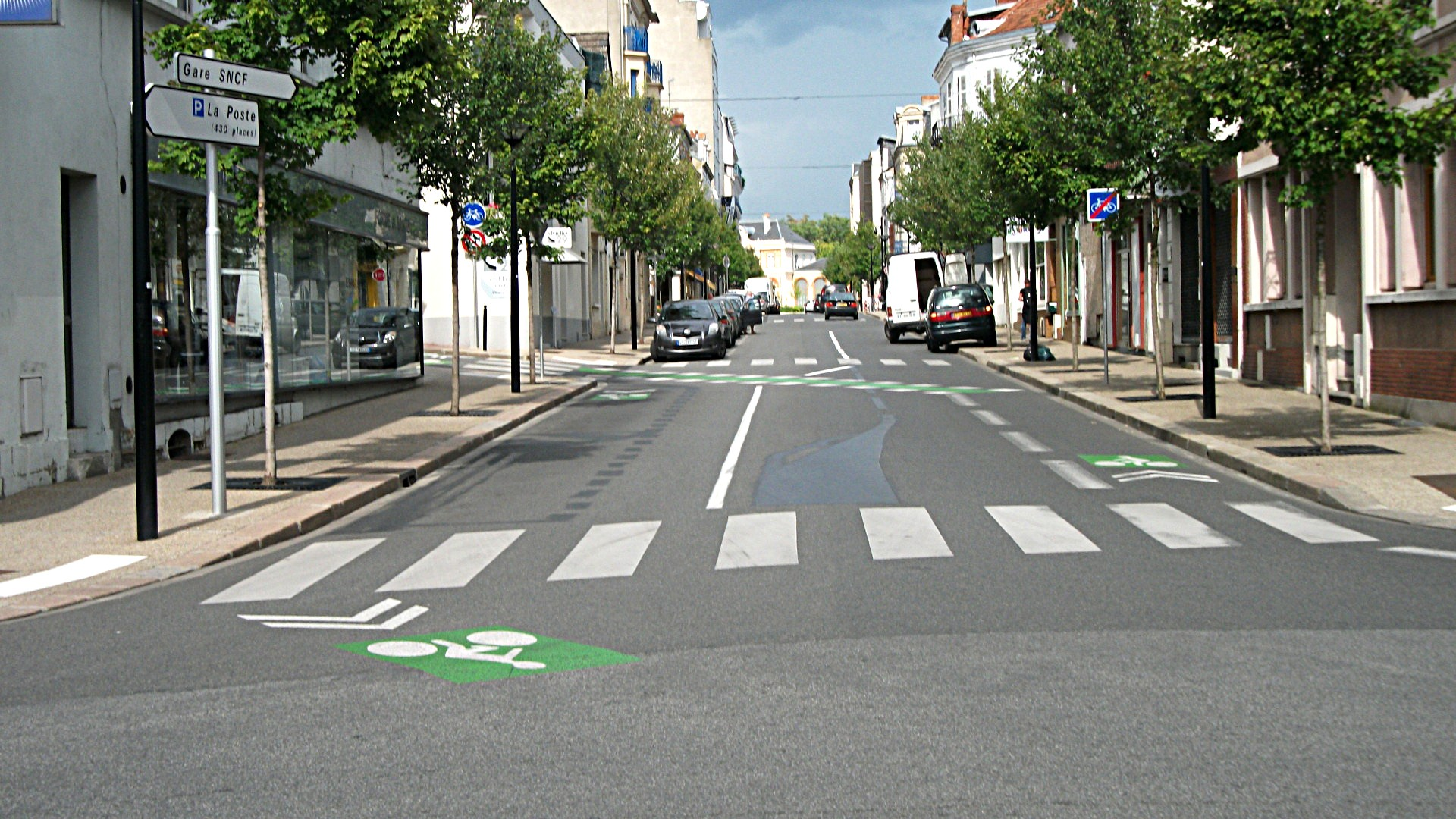
Vichy: rechts Bande conseillée, in Gegenrichtung eine Voie partagée

In Frankreich sind pistes cyclables (französisch für „Radwege“) und bandes cyclables („Radfahrstreifen“), zusammen auch als voies cyclables bezeichnet, nur in einigen Regionen anzutreffen, allerdings in fast allen größeren Städten. Beide können je nach Beschilderung benutzungspflichtig (obligatoire) sein oder nicht-benutzungspflichtig (non-obligatoire, auch conseillée, d. h. „empfohlen“). Die Schilder für Benutzungspflicht entsprechen den deutschen, die für conseillée sind bei gleicher Farbgebung viereckig. Darüber hinaus gibt es noch die Möglichkeit, durch Reihen von Fahrradpiktogrammen auf Fahrbahnen Radler wie Autofahrer darauf hinzuweisen, dass dort geradelt werden soll und darf. Eine Fahrbahn oder einen allgemeinen Fahrstreifen mit dieser Kennzeichnung nennt man voie partagée, entsprechend der nordamerikanischen shared lane (anteilig genutzter Fahrstreifen).
Wie der französische Alltagsradlerverband Fédération française des Usagers de la Bicyclette beklagt, kommen die lokalen Behörden mit dem Austausch runder gegen eckige Schilder nicht nach. Ähnlich ist es mit der Freigabe von Einbahnstraßen; eigentlich soll man durch alle Einbahnstraßen in Tempo-30-Zonen in Gegenrichtung radeln dürfen, aber bei einem großen Teil fehlt noch die entsprechende Beschilderung. Im Gegensatz zu Deutschland gibt es eine Kennzeichnung für endende Radwege, das jeweilige Radwegeschild zeigt dann einen roten Strich von links unten nach rechts oben. Radfahrer auf französischen Radwegen haben an Kreuzungen/Einmündungen meist Nachrang, d. h. sehr häufig sind für den Radweg Verkehrszeichen aufgestellt, die explizit die Vorfahrt nehmen.
Nach zweijähriger Pilotphase wurde den Gemeinden 2012 erlaubt, mittels Verkehrszeichen oder Blinklicht Radfahrern das Rechtsabbiegen bzw. Geradeausfahren an Einmündungen bei roter Ampel zu erlauben. Für alle Fahrzeuge zusammen gibt es diese Möglichkeit schon seit über zehn Jahren, wobei dem deutschen Grünpfeil ein gelbes Blinklicht entspricht.

### Italien

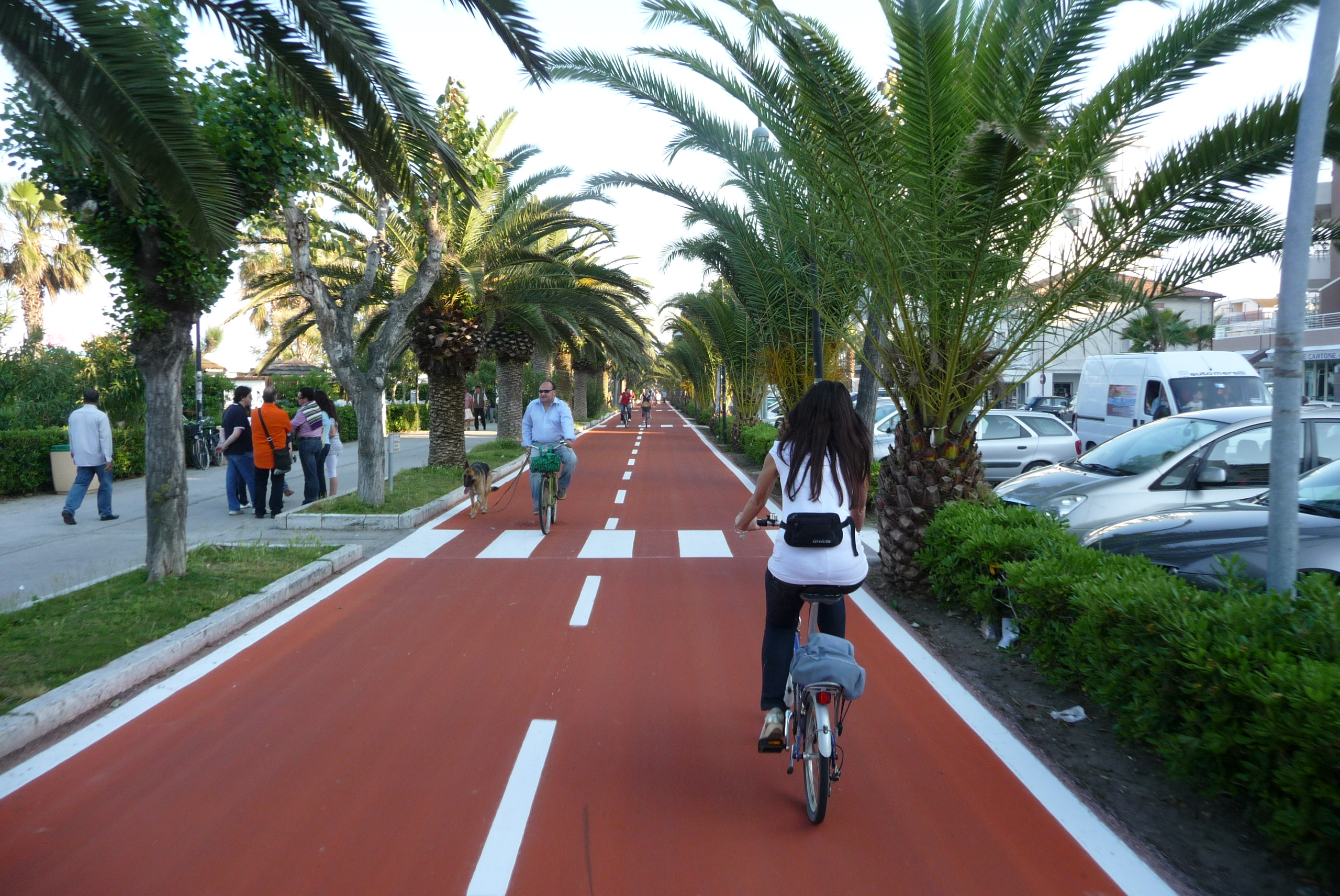
Ciclovia adriatica, Italien

In Italien sind Radwege bisher grundsätzlich benutzungspflichtig, jedoch müssen Radrennfahrer beim Training den Fahrradweg nicht benutzen. Die Straßenverkehrsordnung unterscheidet Fußgängerübergänge und Fahrradüberwege. Zu letzteren wird allerdings auch gerechnet, was in Deutschland eine Markierung zur Verdeutlichung der normalen Vorfahrt straßenbegleitender Radwege an Hauptstraßen wäre.

### Niederlande

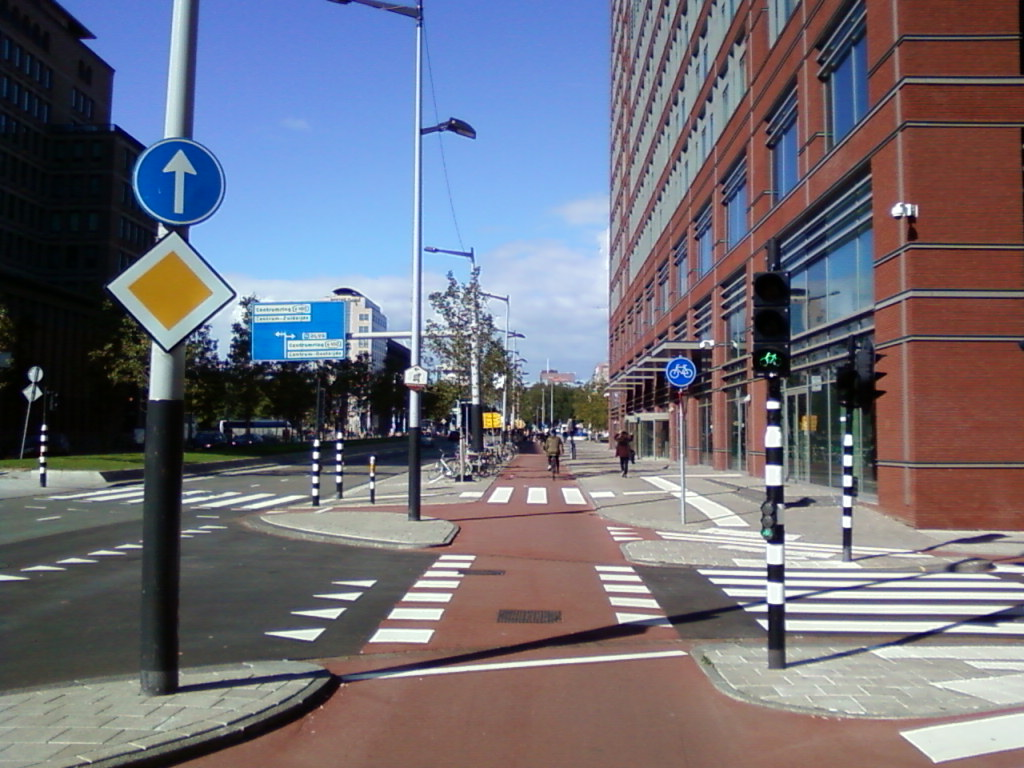
Niederlande: klassischer baulicher Radweg in rotem Asphalt innerorts.

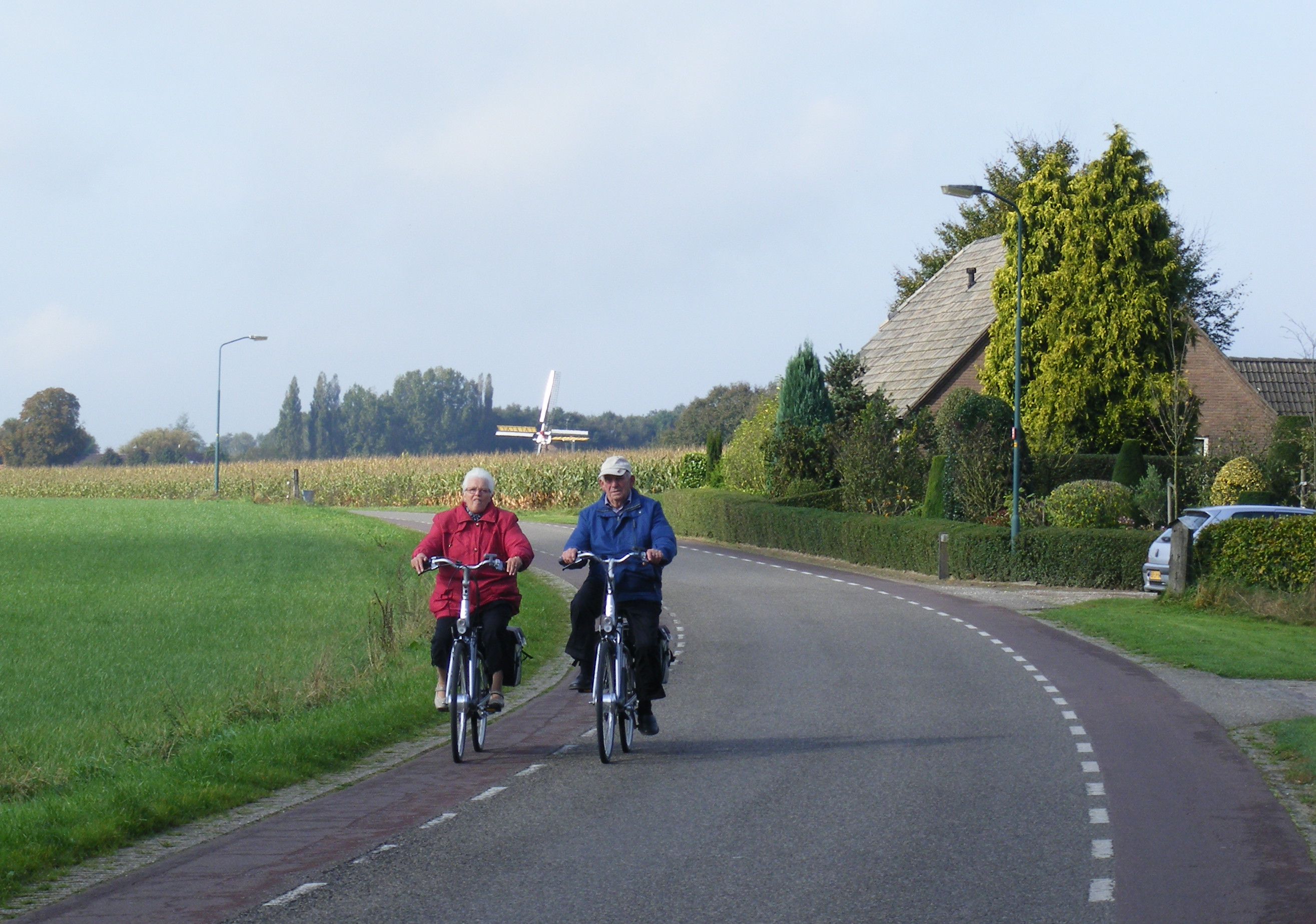
Suggestionsstreifen auf dem Land

In den Niederlanden sind die meisten Fahrradwege benutzungspflichtig, aber es gibt auch ein paar straßenbegleitende Radwege ohne Benutzungspflicht, das entsprechende Verkehrszeichen zeigt das Wort ‚fietspad‘ ausgeschrieben. Insgesamt ist das Radwegenetz noch dichter als in Deutschland. Fahrradwege müssen auch von Mofas benutzt werden, einige auch von Mopeds. Das entsprechende Verkehrszeichen zeigt auf blauem Grund ein Fahrrad und ein Kleinkraftrad.
Ein Zeichen Gemeinsamer Fuß- und Radweg gibt es nicht, wo kein Gehweg vorhanden ist, haben Fußgänger den Radweg zu benutzen.
Nur durch andere Pflasterung oder rote Farbe mit gestrichelter Grenzlinie gekennzeichnete Streifen am Fahrbahnrand ohne Fahrradpiktogramme sind keine benutzungspflichtigen Radfahrstreifen, sondern Suggestivstreifen ohne rechtliche Verpflichtungen. Ihre Funktion ähnelt trotz anderer Gestaltung etwas den shared lane markings angelsächsischer Länder, mit dem großen Unterschied, dass jene bewusst nicht zu nahe am Fahrbahnrand platziert werden. Nicht verwechselt werden dürfen sie mit Randstreifen (Kantstroken), ebenfalls mit gestrichelter Abgrenzung aber im Flächenmaterial der Fahrbahn, auf denen möglichst nicht geradelt werden soll.
Das niederländische Verkehrsforschungsinstitut CROW empfiehlt, bei Kreisverkehren nur innerorts dem Radverkehr Vorrang vor den angeschlossenen Straßen zu geben. Tatsächlich müssen in manchen Gegenden die Fietsers auch innerorts warten, in anderen haben sie auch an Kreisverkehren außerorts Vorfahrt. Der Fietsersbond beklagt die Unfallgefahr durch uneinheitliche Regelungen. Ein- und Zweirichtungsradwege sind deutlicher unterschieden und die Zweirichtungsradwege verkehrsgerechter gestaltet als in Deutschland. Auf Rundum-Grün wird, etwa in Groningen, mit warnenden Schildern hingewiesen.
Das Rechtsabbiegen auf einem Radweg, der an einer roten Kfz-Ampel vorbeiführt, in Deutschland allgemein zulässig, ist in den Niederlanden nur mit einem speziellen Verkehrszeichen erlaubt.
Für den Verkehr in Ballungsräumen und zwischen benachbarten Städten haben die Niederlande begonnen, ein Netz von Fietssnelwegen (Radschnellwegen) zu entwickeln. Allerdings verlaufen diese manchmal entlang von Autobahnen und Schnellstraßen, sind also zwar schnell, aber nicht angenehm. Fertiggestellte Teilstrecken sind schon mit den endgültigen Wegweisern versehen; am Ende einer solchen Ausbaustrecke ist dann zusammen mit der komfortablen Trassierung auch mit der Wegweisung Schluss.

### Tschechien
In Tschechien gibt es nicht nur in einigen Städten und an einzelnen großen Landstraßen Radwege neben der Fahrbahn, sondern auch drei Arten von Radverkehrsführung auf der Fahrbahn. Abgegrenzte Streifen zum Radfahren (cyklistický jízdní pruh, „Radfahrstreifen“) können „weich“ durch eine überfahrbare gestrichelte Linie vom Autofahrstreifen getrennt sein und entsprechen dann deutschen Schutzstreifen, oder sie sind wie deutsche Radfahrstreifen mit einer durchgezogenen Linie strikt abgetrennt und werden dann vyhrazený jízdní pruh („Reservierter Fahrstreifen“) genannt. Darüber hinaus gibt es noch die Radverkehrsführung ohne Begrenzungslinie (entsprechend den angelsächsischen shared lanes) mittels Piktogrammreihe, tschechisch piktogramový koridor.

### Großbritannien
Im Vereinigten Königreich ist die Benutzung von Fahrradwegen und Fahrradspuren freiwillig. Im Vereinigten Königreich wurde 2007 im letzten Moment eine geplante Empfehlung im Highway Code abgewendet, dass Radwege benutzt werden müssen.

### Spanien
In Spanien gibt es nach französischem Vorbild die Unterscheidung zwischen benutzungspflichtigem Radweg mit rundem Schild und Radweg ohne Benutzungspflicht mit quadratischem Schild.
Zudem gilt eine Helmpflicht außerhalb von geschlossenen Ortschaften, für Personen unter 16 Jahren überall.

## Außerhalb Europas

### Nordamerika

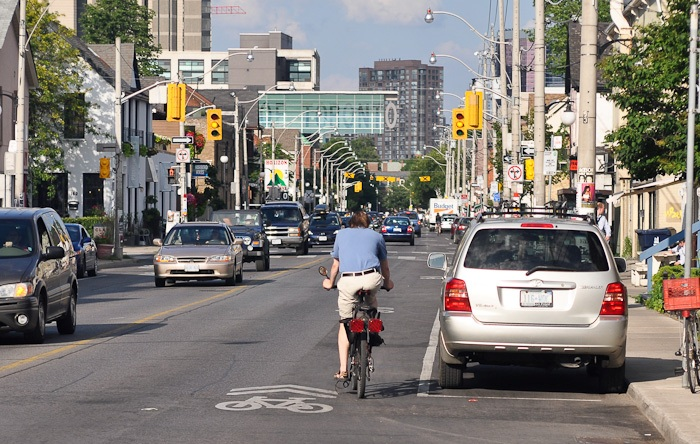
Anteilig genutzter Fahrstreifen mit shared lane markings in Toronto

In den Vereinigten Staaten sind in einigen Bundesstaaten und Kanada in der Provinz Québec Radwege und Radfahrstreifen benutzungspflichtig, in den meisten aber nicht. In beiden Ländern (und ebenso in Westaustralien) gibt es bei der Radverkehrsführung außer Formen der Separation, also Radwegen neben der Fahrbahn (cycletrack) und Radfahrstreifen (bicycle lane), auch Formen der integrativen Radverkehrsführung. Sie werden als shared lane („anteilig genutzter Fahrstreifen“) bezeichnet, die entsprechenden Piktogramme als sharrow (aus share und arrow, also etwa „Teilhaberpfeil“). Die in relativ dichter Folge auf dem gemeinsam zu nutzenden Fahrstreifen aufgebrachten Fahrradpiktogramme erinnern die Autofahrer daran, dass sie hier mit Radfahrern zu rechnen haben, und die Radfahrer daran, auf der Fahrbahn, in der Mitte oder auf der rechten Hälfte eines Fahrstreifens zu fahren, aber nicht zu nah an parkenden Autos.
In den Vereinigten Staaten wie auch in Kanada sind Radfahrstreifen in Kreuzungsnähe z. T. grün eingefärbt (ähnlich der roten Einfärbung in Deutschland), um sie besser von anderen Fahrstreifen abzuheben und die Aufmerksamkeit für den Radverkehr zu erhöhen.

### Lateinamerika
In Lateinamerika werden Radwege als Ciclovías bezeichnet und sind vor allem innerorts vorhanden. Außerorts dienen z. T. Vías Verdes dem Radverkehr.

#### Brasilien

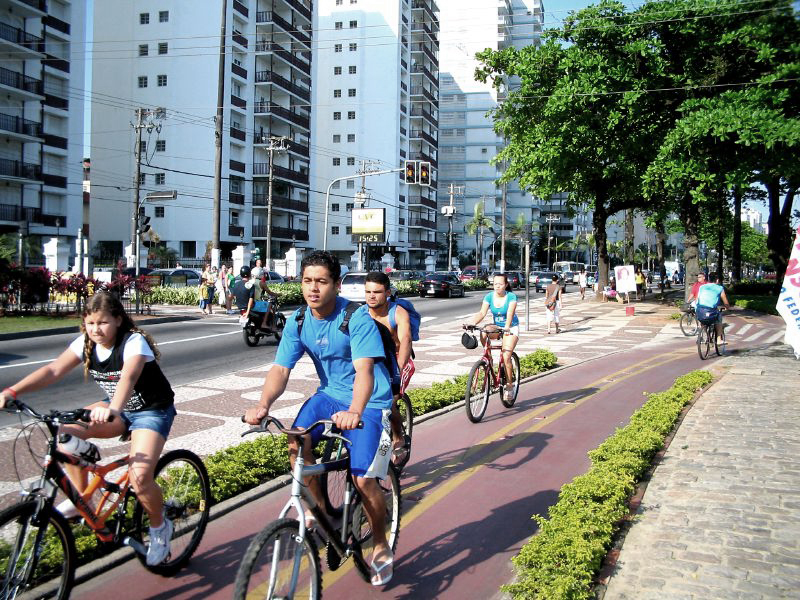
Radweg in Santos
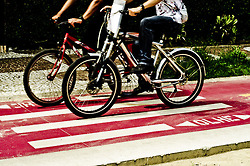
Radweg mit kreuzendem Fußgängerüberweg ebda.
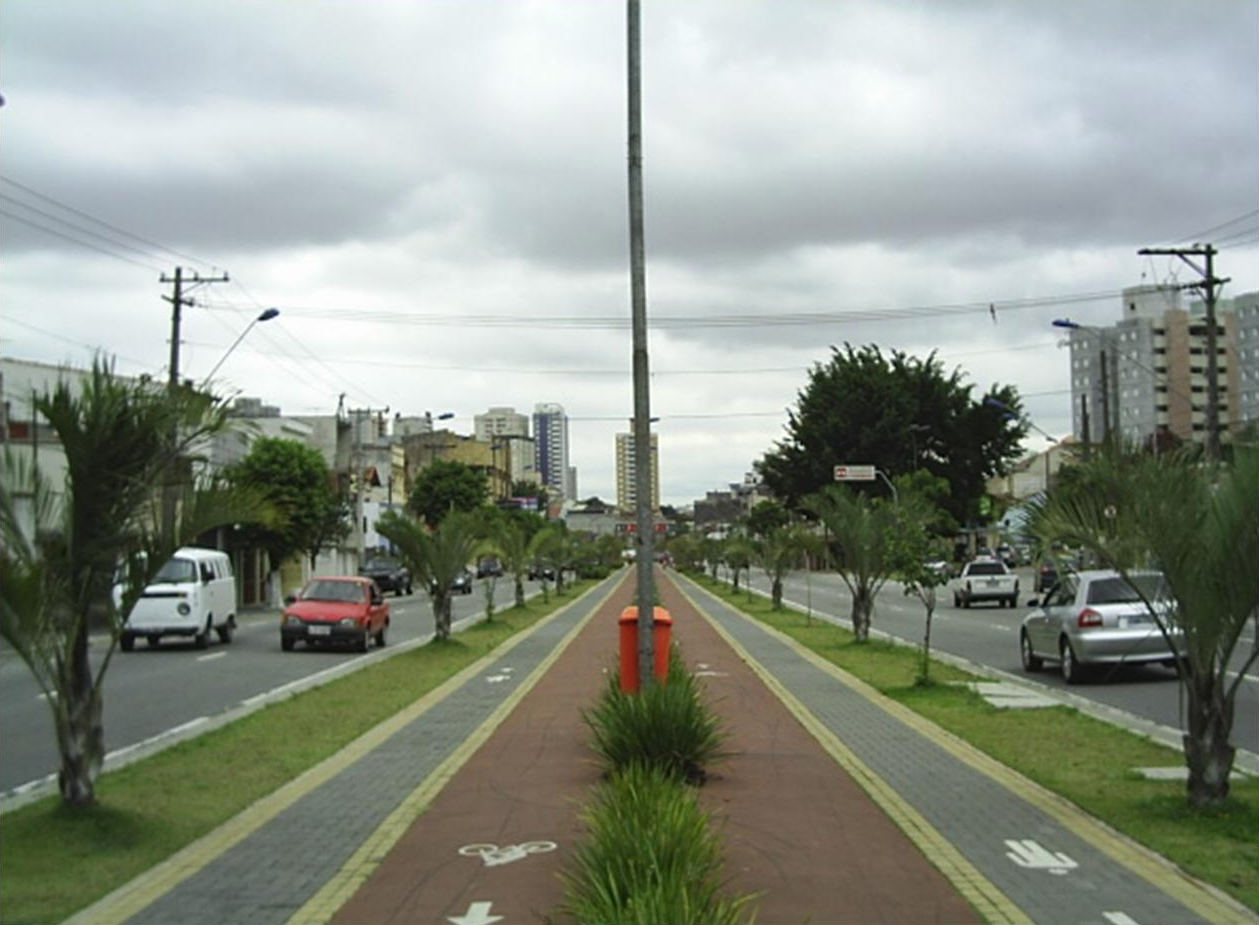
Radweg zwischen Richtungsfahrbahnen in São Caetano do Sul, Bundesstaat São Paulo
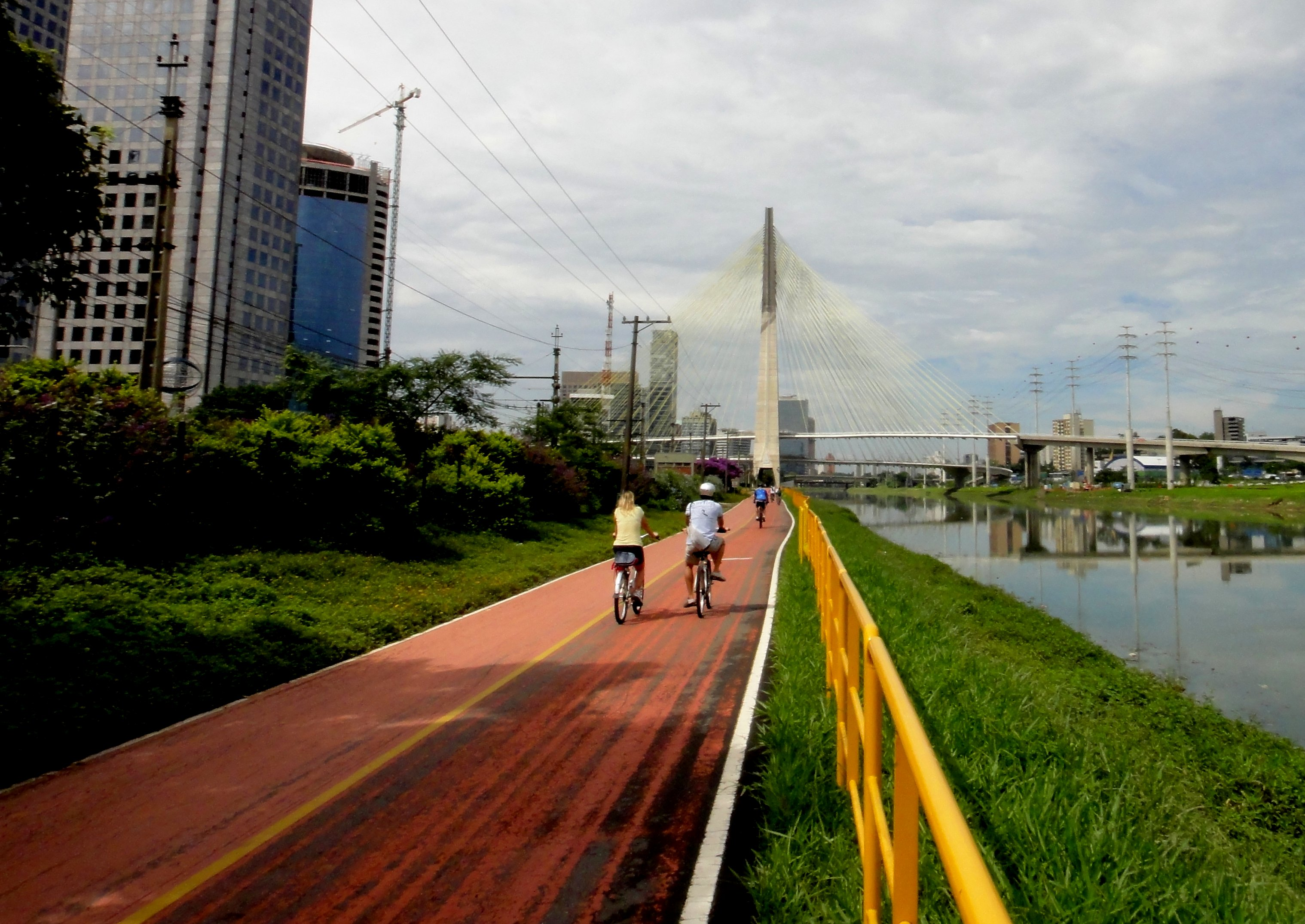
Radweg am Rio Pinheiros in São Paulo

## Unterschiedliche Positionen zum Radweg

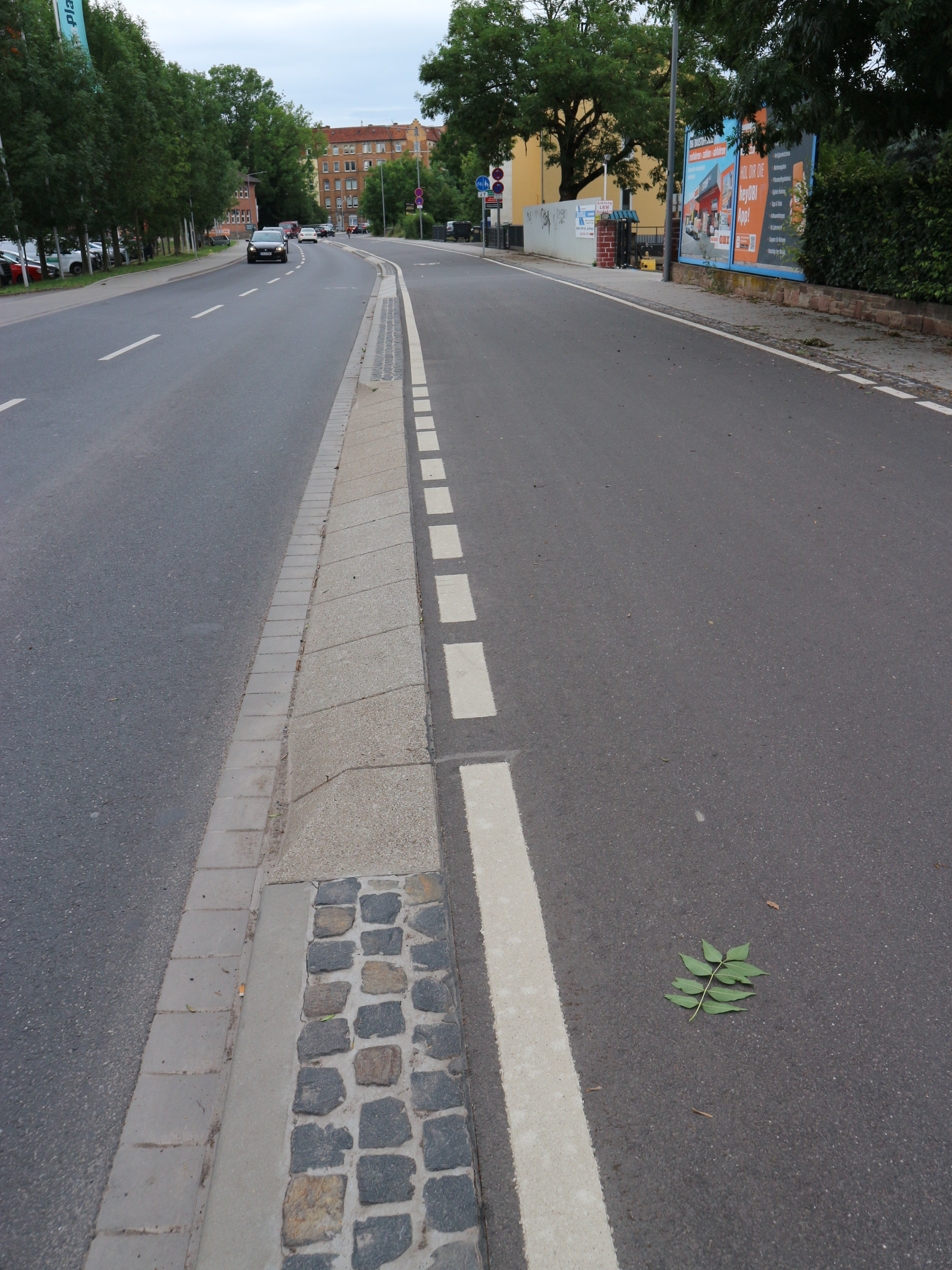
Zweirichtungsradweg in der Kasseler Hafenstraße. Die rund 4 m breite Radverkehrsanlage besitzt an den Einfahrten Rampensteine. Dadurch wird der abbiegende Kfz-Verkehr verlangsamt. Der Radweg wurde baulich durchgebunden. So wird baulich klar verdeutlicht, dass der Radverkehr an Einfahrten Vorfahrt hat.

### Gründe für die Anlage von Radverkehrsanlagen
Radverkehrsanlagen wurden aus Sicht der Verkehrsplanung und -politik aus vier Hauptgründen angelegt:
- Zur Verbesserung des Verkehrsflusses für Kraftfahrzeuge auf der Fahrbahn sowie der Radfahrer auf der Radverkehrsanlage
- Zur Erhöhung der Verkehrssicherheit durch Trennung motorisierter Verkehr/Radverkehr
- Zur Förderung von Naherholung, Radverkehr und Tourismus (Radwanderwege)
- Um einen besseren Belag anzubieten (zum Beispiel bei Fahrbahnen mit grobem Pflaster)

Auch der Schutz der Radfahrer vor gesundheitsgefährdenden Abgasen gilt als Argument für die Anlage von Radverkehrsanlagen. Durch die Möglichkeit, an Kraftfahrzeugen vorbeizufahren, müssen sich Radfahrer nicht direkt hinter deren Auspuffrohren aufhalten und bewegen sich damit außerhalb der Stelle der größten Schadstoffkonzentration.
Wissenschaftliche Studien zeigen, dass die Ausgestaltung der Fahrrad-Infrastruktur eine große Rolle spielt bei der Entscheidung für das Fahrrad als Verkehrsmittel an sich sowie bei der Wahl der von Start zu Ziel gewählten Route. Daher kann der Ausbau der Fahrrad-Infrastruktur nicht nur dazu beitragen, dass insgesamt mehr Menschen das Fahrrad als Verkehrsmittel wählen, sondern eine geeignete Gestaltung der Radverkehrsanlagen kann außerdem dazu genutzt werden, den Fahrradverkehr auf bestimmte Routen zu verlagern (beispielsweise um die Unfallgefahr zu verringern). Radfahrer zeigen hierbei jedoch unterschiedliche Präferenzen, welche Routendimensionen dabei besonders wichtig sind - daher ist für eine effektive und zielgerichtete Gestaltung der Fahrrad-Infrastruktur notwendig, die verschiedenen Nutzergruppe zu kennen und adäquat zu berücksichtigen.
Nutzer wünschen sich auch in Deutschland in der Mehrheit eine vom Kfz-Verkehr separierte Radinfrastruktur. In der repräsentativen Online-Befragung des Fahrrad-Monitor Deutschland 2017 antworteten 70 % der Radfahrer auf die Frage „Gründe für Unsicherheit - Warum fühlen Sie sich (eher) unsicher? (Mehrfachnennung möglich)“, dass sie sich unsicher fühlen, weil es zu wenig separierte Radwege gibt.
Im Projekt „Radwege-Check“ wurden per Umfrage Radverkehrsführungsformen nach ihrer subjektiven Sicherheit bewertet. Den Teilnehmern wurden verschiedene 3D-Bilder von Verkehrssituationen gezeigt: Radfahren auf der Fahrbahn zusammen mit Kfz bei Tempo 50, auf einen Radfahrstreifen, auf mit Pollern abgetrennten geschützten Radfahrstreifen usw. Jedes der Motive konnte mit „sicher“, „eher sicher“, „eher unsicher“ bzw. „unsicher“ bewertet werden. Insgesamt standen etwa 1.800 Verkehrssituationen auf 3.000 3D-Motiven zur Auswahl. Rund 22.000 Teilnehmer bewerteten durchschnittlich 22 Situationen. Die Nutzer konnten sowohl aus der Fahrrad-, wie auch aus der Autoperspektive bewerten. Die Auswertungen zeigen, dass die meisten Radfahrer sich auf vom Kfz separierten Radverkehrsanlagen am sichersten fühlen. Ein großer Unsicherheitsfaktor ist ferner der ruhende Kfz-Verkehr (Gefahr „Dooring“ als Autotürenunfall). Beispielsweise fühlten sich 95 % auf einem breiteren Radfahrstreifen auf der Fahrbahn, der mit Blumenkästen vom Kfz-Verkehr abgetrennt ist, „sicher“ bzw. „eher sicher“ (Index „feel safe“). Ist der Radfahrstreifen nur durch eine weiße Linie vom Kfz-Verkehr mit Tempo 50 abgetrennt, so sinkt der Index „feel safe“ auf 42 %. Wird der Radverkehr dagegen gemeinsam mit den Linienbussen auf einer Busspur geführt, so fühlen sich nur noch 19 % der Radfahrenden „sicher“ bzw. „eher sicher“. Fährt der Radverkehr mit Tempo 50 gemeinsam auf der Fahrbahn, so sinkt der Index „feel safe“ auf 12 %. Sind im Fahrstreifen zusätzlich noch Tramschienen enthalten, so fühlen sich gerade einmal 6 % der Radfahrenden „sicher“ bzw. „eher sicher“.
Das Bundesministerium für Digitales und Verkehr (BMDV) veröffentlichte im Sommer 2022 den Leitfaden „Einladende Radverkehrsnetze“. Die Fachbroschüre ruft dazu auf, geschlossene Radverkehrsnetze zu errichten. Laut Broschüre soll aus Sicht der „11-jährigen Laura“ geplant werden. Planer sollen alle Bereiche eines Radverkehrsnetzes so konzipieren, das dort auch Kinder, die verkehrsrechtlich in Deutschland ab 11 Jahren die Straße nutzen müssen, sicher Radfahren können. So wird sichergestellt, dass sich auch Zielgruppen mit einem erhöhten Sicherheitsbedürfnis auf das Fahrrad trauen.
In 3-D-Animationen werden Radverkehrsstandards aufgezeigt, die an die niederländische Radinfrastruktur angelehnt sind. Entlang von Straßen sollen dabei sichere bauliche Radverkehrsanlagen entstehen. Radachsen entlang von städtischen Hauptverkehrsstraßen sollen im Einrichtungsverkehr eine Breite von 2,5 m erhalten, damit auch mehrspurige Räder wie Lastenräder sicher überholt werden können. Die Fachbroschüre empfiehlt ferner die Anlage von geschützten Radfahrstreifen auf diesen städtischen Radhauptrouten, um die Gefahren durch Falschparken weitgehend auszuschließen.
An Einfahrten und untergeordneten Einmündungen sollen die Radverkehrsanlagen mit Hilfe von Aufpflasterungen und Rampensteinen baulich abgesichert werden. Kreuzungen mit Lichtsignalanlagen sollen getrennte Ampelphasen für den geradeaus fahrenden Radverkehr und rechts abbiegenden Kfz-Verkehr erhalten. Ferner empfiehlt die Fachbroschüre Kreuzungen mit umlaufenden baulichen Radwegen auszustatten. An Kreisverkehren innerorts sollen baulich separierte umlaufende Radverkehrsanlagen mit Vorrang vor dem Kfz-Verkehr entstehen.

### Kritik

Relatives Unfallrisiko auf Radwegen an Kreuzungen.

Einige internationale statistische Erhebungen und wissenschaftliche Untersuchungen zeigen deutlich höhere Unfallzahlen auf Radwegen gegenüber gemeinsam von allen Fahrzeugen genutzten Fahrbahnen, dem sogenannten Mischverkehr auf der Fahrbahn. Vor allem bei räumlich von der Fahrbahn getrennten Radwegen wird eine erhöhte Unfallgefahr ausgewiesen. Die Unfallschwere ist dabei nicht geringer als bei Unfällen auf Fahrbahnen.
Die Datenerhebungen stammen vornehmlich aus den 1980er und 1990er Jahren, für Berlin auch aus dem 21. Jahrhundert. Ein Teil der Sekundärliteratur wie parlamentarische Schriftwechsel oder Publikationen der Deutschen Verkehrswacht zitiert die Ergebnisse von Originalarbeiten recht unkritisch. Das gilt sowohl für Schriften, die vor den Risiken von Radwegen warnen, als auch solche, die vor Straßen ohne Radwege warnen. Manche Originalarbeiten der Verkehrsforschung (gleich welchen Themas) enthalten Verzerrungen durch nicht untersuchte Einflüsse, durch methodische Fehler der Statistik oder durch ungesicherte Interpretationen hinsichtlich der Kausalitätsrichtung von Korrelationen.
Mehrere Originalarbeiten sind äußerst vorsichtig hinsichtlich der Übertragbarkeit auf allgemeine Aussagen. Untersuchungen, die allgemeingültig einen Sicherheitsgewinn durch die Anlage von Radverkehrsanlagen nachweisen und damit die Aussagen der Studien widerlegen, sind hingegen nicht bekannt. Allerdings wurde die Sicherheit des Radverkehrs im Mischverkehr auf der Fahrbahn bisher nur selten untersucht und wenn, dann nicht mit vergleichbaren Methoden wie bei den Radverkehrsanlagen. Zahlreich sind hingegen Risikovergleiche zwischen verschiedenen Gestaltungsformen. Die aus den Zahlen abgeleiteten Empfehlungen können in manchen Punkten von Land zu Land oder auch im Zeitverlauf gegensätzlich sein.
Das Sicherheitsrisiko bzw. gehäufte Auftreten von Unfällen auf bzw. im Zusammenhang mit der Nutzung von Radverkehrsanlagen, insbesondere von Radwegen, wird auf verschiedene Ursachen zurückgeführt:
- Nicht unwesentlich für die Erhöhung des Risikos ist das von vielen Radlern geschätzte Sicherheitsgefühl mit der dadurch bewirkten Verminderung der Aufmerksamkeit gegenüber regelwidrigem Verhalten von Autofahrern.[99][100]
- Radfahrer auf Radwegen werden von Kraftfahrern schlechter wahrgenommen, da sie sich außerhalb der auf die Fahrbahn konzentrierten Wahrnehmung der Fahrzeugführer bewegen. Abbiegende, einbiegende und aus Grundstücken einfahrende Fahrzeugführer übersehen daher Radfahrer auf Radwegen leicht oder missachten sie. Die resultierenden Vorfahrtsverletzungen unterbrechen den Fluss des Radverkehrs und gefährden Radfahrer. Fehlerhaftes Abbiegen und andere Vorfahrtsverletzungen sind die häufigsten Ursachen von Unfällen mit Schuld beim Kfz-Führer.[101]
- Radverkehrsanlagen werden an Kreuzungen häufig nicht entsprechend der StVO nach Fahrtrichtungen angeordnet. Liegt die Geradeausspur der Radfahrer rechts der Rechtsabbiegespur, so werden Unfälle mit rechtsabbiegenden Kraftfahrzeugen wahrscheinlicher. Für links vom Rechtsabbiegestreifen liegende Radfahrstreifen sind hingegen Sicherheitsvorteile nachgewiesen worden.[90]
- Vorgeschriebene Sicherheitsabstände zu parkenden Fahrzeugen, zu Fußgängern, beim Überholen, zu Hindernissen, an Einmündungen (um den Überblick zu wahren) etc. sind auf Radwegen oft nicht einzuhalten.
- Radwege sind oft schlechterer Qualität. Beim Bau werden häufig elementare Standards missachtet (z. B. Breite, Kurvenradien -besonders im Hinblick auf die schnelleren e-bikes und Pedelecs-, Hindernisfreiheit, Oberflächengüte, Kantenfreiheit bei Wechsel zwischen Radweg und Fahrbahn an Kreuzungen, Sichtbeziehungen an nachgeordneten Straßeneinmündungen). Die Wurzeln nebenstehender Bäume schädigen den Weg mit der Zeit enorm. Die Wartung und Instandsetzung von Mängeln ist oft ungenügend.
- Auf dem Radweg abgestellte Kraftfahrzeuge zwingen immer wieder zum Ausweichen, wofür meistens nur die Fahrbahn erlaubt ist. Dieses Manöver ist gefährlich und erfordert es oft, zu bremsen.
- Zu nah an Kreuzungen geparkte Kraftfahrzeuge behindern die Sicht auf den Radweg und führen zu Unfällen. Kontrollen sind zu selten, um dieses und das obige Fehlverhalten zu unterbinden.
- Radwege sind oft stärker verschmutzt, wodurch die Gefahr von Stürzen steigt. Ursache sind einerseits die fehlende Reinigung durch Fahrtwind von fahrenden Kraftfahrzeugen, andererseits häufig schlechtere Reinigung und Schneeräumung durch die Straßenbaulastträger. Außerdem wird Dreck von der Fahrbahn gelegentlich auf den Radweg entsorgt. Innerhalb vieler Ortschaften ist die Reinigungspflicht von Rad- und Fußwegen auch den Anliegern übertragen und wird nicht, wie bei der Fahrbahn, von den kommunalen Betrieben wahrgenommen. Speziell an unbewohnten oder brachliegenden Grundstücken werden die Wege dann häufig wenig gepflegt. Auch eine verstärkte Nutzung durch landwirtschaftliche Fahrzeuge verschmutzt Radverkehrsanlagen.
- Fußgänger nehmen die Radwege schlecht wahr oder ignorieren sie, u. a., wenn Abgrenzungen zum Bürgersteig schwer zu erkennen sind.
- Radverkehrsanlagen sind häufig nicht stetig oder aber unübersichtlich geführt. Sie zwingen Radfahrer dadurch zu gefährlichen Fahrvorgängen, wie z. B. ungesichertes Einfädeln in den Mischverkehr auf der Fahrbahn am Ende eines Radwegs.
- Bei vorhandenen Radverkehrsanlagen nehmen Kraftfahrer weniger Rücksicht auf Radfahrer auf der Straße, da viele Kraftfahrer die Ausnahmen zur Benutzungspflicht nicht kennen oder akzeptieren. Das betrifft insbesondere Radwege ohne Benutzungspflicht, Radfahrer, die zum Abbiegen die Radverkehrsanlagen verlassen oder Radfahrer, die wegen Unbenutzbarkeit der Radverkehrsanlage auf der Fahrbahn fahren. Viele Kraftfahrer reagieren darauf mit Nötigungen und mutwilligen Gefährdungen der Radfahrer.
- Richtungsgebundene Radwege entlang von Straßen verleiten Radfahrer zur Nutzung in der falschen Richtung, da es bequemer ist in der falschen Richtung zu fahren, als die Fahrbahn für kurze Wege in die andere Fahrtrichtung zu überqueren, ggf. sogar mehrfach. Fahren auf der falschen Straßenseite (linksfahrende Radfahrer, auch Geister-Radfahrer genannt) ist einer der Hauptgründe für Unfälle mit dem Kraftfahrzeugverkehr. Ohne Radwege wird beim Fahren auf der Fahrbahn ganz automatisch auf die richtige Seite gewechselt.
- Speziell für Radstreifen auf der Fahrbahn gilt:
  - Die Breite des Streifens reicht oft nicht aus, um vor sich plötzlich öffnenden Türen rechtsseitig geparkter Kfz sicher zu sein. Wäre kein Schutzstreifen da, und müssten also die türöffnenden Insassen mit Kraftfahrzeugen rechnen, wären sie vorsichtiger. Linksseitig geparkte Kfz stellen durch türöffnende Insassen (Beifahrer) ebenfalls eine Gefahr für Radfahrer dar.
  - Kraftfahrer werden dazu animiert, Radfahrer ohne den vorgeschriebenen Mindestabstand von 1,5 m zu überholen, solange sie sich nur in „ihrer“ Spur bewegen. An Engstellen wird diese Gefahr besonders groß. Radfahrer können dem vorbeugen, indem sie bei zu schmalem Radstreifen so weit links fahren, dass ein Überholen nur über die Gegenfahrbahn bzw. an Engstellen gar nicht möglich ist.

Die beiden ersten Argumente gelten in verstärktem Maß für linksseitige Radwege, da dort andere Verkehrsteilnehmer nicht mit Radfahrern „auf der falschen Seite“ rechnen. Das gilt unabhängig davon, ob die linksseitige Benutzung erlaubt oder gar verpflichtend ist.
Für die Unstetigkeit von Radverkehrsführungen gibt es verschiedene Ausprägungen und Ursachen. Radverkehrsanlagen enden oft
- an Bahnübergängen (hohe Kosten und hoher Verwaltungsaufwand)
- an Über- und Unterführungen (hohe Kosten)
- an baulichen Engstellen und Hanglagen (hohe Kosten)
- an Wechsel von Zuständigkeiten (Abstimmungsprobleme)
- an Kreisverkehrsplätzen (bekannte Sicherheitsrisiken von Radverkehrsanlagen in Kreisverkehren)
- bei längeren starken Gefällen (geringere Geschwindigkeitsunterschiede)
- in Ortsdurchfahrten (höhere Kosten, Zwangspunkte, geringere Geschwindigkeitsunterschiede, unterschiedliche Zuständigkeiten)

Ein Beenden der Radverkehrsführung ist trotz notwendigen Einfädelns in den Kraftverkehr oft sicherer als eine Beibehaltung der Separierung. Das gilt besonders in Kreisverkehren, wo das Unfallrisiko auf Radverkehrsanlagen nochmal wesentlich höher gegenüber herkömmlichen Kreuzungen ist. Wird dabei auf die vom Regelwerk für Radverkehrsanlagen geforderte Absicherung der Einfädelung verzichtet, werden Radfahrer gefährdet.
Oft ist zudem die Beschilderung und Signalisierung an Kreuzungen mit Radwegen falsch oder nicht eindeutig:
- Eine Beschilderung Vorfahrt gewähren (§ 41 Abs. 2 Z. 205 StVO) steht erst nach dem kreuzenden zu einer Vorfahrtsstraße gehörenden Radweg.
- Ein Lichtsignal des Radweges steht erst nach der Kreuzung querender Fußgängern und Radfahrern am Rande der kreuzenden Fahrbahn.
- Am Radweg wird ein Zeichen Vorfahrt gewähren angebracht, obwohl er zu einer Vorfahrtsstraße gehört und parallel zu deren Fahrbahn verläuft.
- Radwege werden an kreuzenden Straßen oder Baustellen mit dem Zusatzschild Radfahrer absteigen versehen, obwohl das durch die StVO nicht gedeckt ist.

Generell gilt jedoch, dass viele dieser Zustände formal legal sind und damit auch nach Maßgabe der überwiegenden Rechtsprechung vom Radfahrer erwartet wird, dass er nach § 1 StVO so fährt, dass er diese Gefahren erkennt (z. B. erkennbare Pfosten auf dem Radweg zur Verhinderung der Nutzung des Radweges durch Kraftfahrzeuge mit mehr als zwei Rädern).
Zudem zeitigen Radwege eine Reihe weiterer Folgen, etwa den Alleinnutzungsanspruch von Kraftfahrern oder erheblicher Linksverkehr in Gegenden mit hoher Radweg-Dichte und andere leicht zu beobachtende Verhaltensauffälligkeiten.

### Nachteile für den Fußverkehr

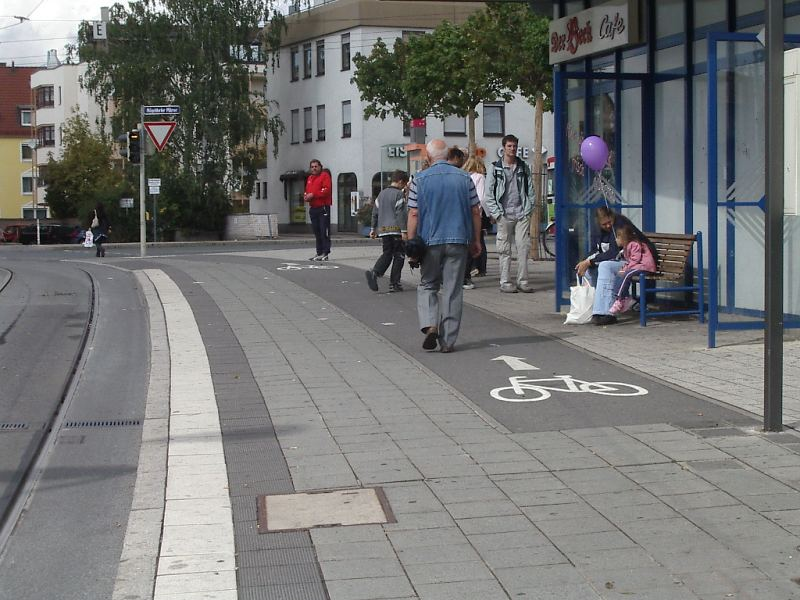
Konfliktträchtige Radwegeführung, Mögeldorf

Die Anlage von Radverkehrsanlagen geht häufig zu Lasten der Flächen des Fußverkehrs. Die damit verbundene Verringerung der Gehwegbreiten geht dabei oft einher mit einer verringerten Trennung von Rad- und Fußverkehr. Insgesamt sind die Geschwindigkeitsunterschiede zwischen beiden Verkehrsarten sehr hoch, dementsprechend hoch ist das Konfliktpotenzial. Durch Platzmangel und ungenügende Trennung werden neue Konflikte geschaffen, ohne die Konflikte zwischen Radfahrer und motorisiertem Verkehr, die sich auf die Kreuzungspunkte konzentrieren, wesentlich zu verringern.
Gerade für ältere oder sehbehinderte Menschen sowie für Kinder sind die fast lautlos herannahenden Fahrräder ein Gefahrenpotenzial. Für Blinde sind die häufig nur durch Markierung oder Pflastersteinreihen abgetrennten Radwege mit dem Taststock nicht oder schwer erkennbar, so dass diese als nicht barrierefrei gelten müssen. Der ehem. als Schutzraum für Fußgänger gedachte Gehweg wird durch die Anlage von Bürgersteig-Radwegen zum Gefahrenraum. Hinzu kommt, dass bei Verkehrsplanern oft erhebliche Kenntnismängel über die sichere Anlage von Radverkehrsanlagen vorherrschen, wie das nebenstehende Beispiel aus Nürnberg-Mögeldorf zeigt. Dadurch werden weitere Konfliktstellen geschaffen.
Eine ungezwungene Bewegung von Fußgängern auf Gehwegen ist bei Führung der Radfahrer im Seitenbereich oft nicht mehr möglich. Aus der Sicht von Fußgängern erscheint daher eine Führung des Radverkehrs auf der Fahrbahn als die beste Lösung. Auch aufgrund Anforderungen durch Gesetze zur Gleichstellung Behinderter werden Bordsteinradwege und Formen der gemeinsamen Führung sehr kritisch gesehen. In Deutschland wird in einem gemeinsamen Positionspapier des ADFC Landesverband Thüringen und Blinden- und Sehbehindertenverband Thüringen dazu festgestellt: „Beide Verbände sehen in der grundsätzlichen Trennung von Rad- und Fußgängerverkehr die einzig relevante Problemlösung. Dabei sind alle verkehrsplanerischen Möglichkeiten zu nutzen. Die Umsetzung dieser Forderung liegt letztlich nicht nur im Sicherheitsinteresse der Radfahrer und Fußgänger, sondern im Interesse aller Verkehrsteilnehmer.“

## Betrieb
Neben dem Planen und Errichten von Radwegen müssen diese auch betrieben und unterhalten werden. Die Verantwortlichkeit hierfür richten sich in der Regel nach der Baulastträgerschaft. Das Arbeitspapier Betrieb von Radverkehrsanlagen der Forschungsgesellschaft für Straßen- und Verkehrswesen gibt hierfür Hinweise. Der Betrieb umfasst danach die Bauliche Unterhaltung, die Grünpflege, die Reinigung und den Winterdienst. Hierfür sind regelmäßige Kontrollfahrten vorzusehen.

## Pop-up-Radwege
Um bei einer aktuellen Gefahren- oder Krisensituationen oder bei plötzlichen veränderten Rahmenbedingungen im Straßenverkehr schnell für mehr Platz und Sicherheit im Radverkehr zu sorgen, richten manche Städte kurzfristig temporäre Pop-up-Radwege ein.

## Radfahrstreifen in Mittellage
Eine spezielle Form der Radverkehrsführung an Verkehrsknotenpunkten ist der Radfahrstreifen in Mittellage, auch „Fahrradweiche“ genannt. Dabei verläuft der Radweg mit unterbrochenen Leitlinien entlang der geradeausführenden Fahrbahn oder besitzt einen eigenen Linksabbiegestreifen, der jeweils von dem abbiegenden Kraftverkehr überfahren wird.

## Überdachte Radwege

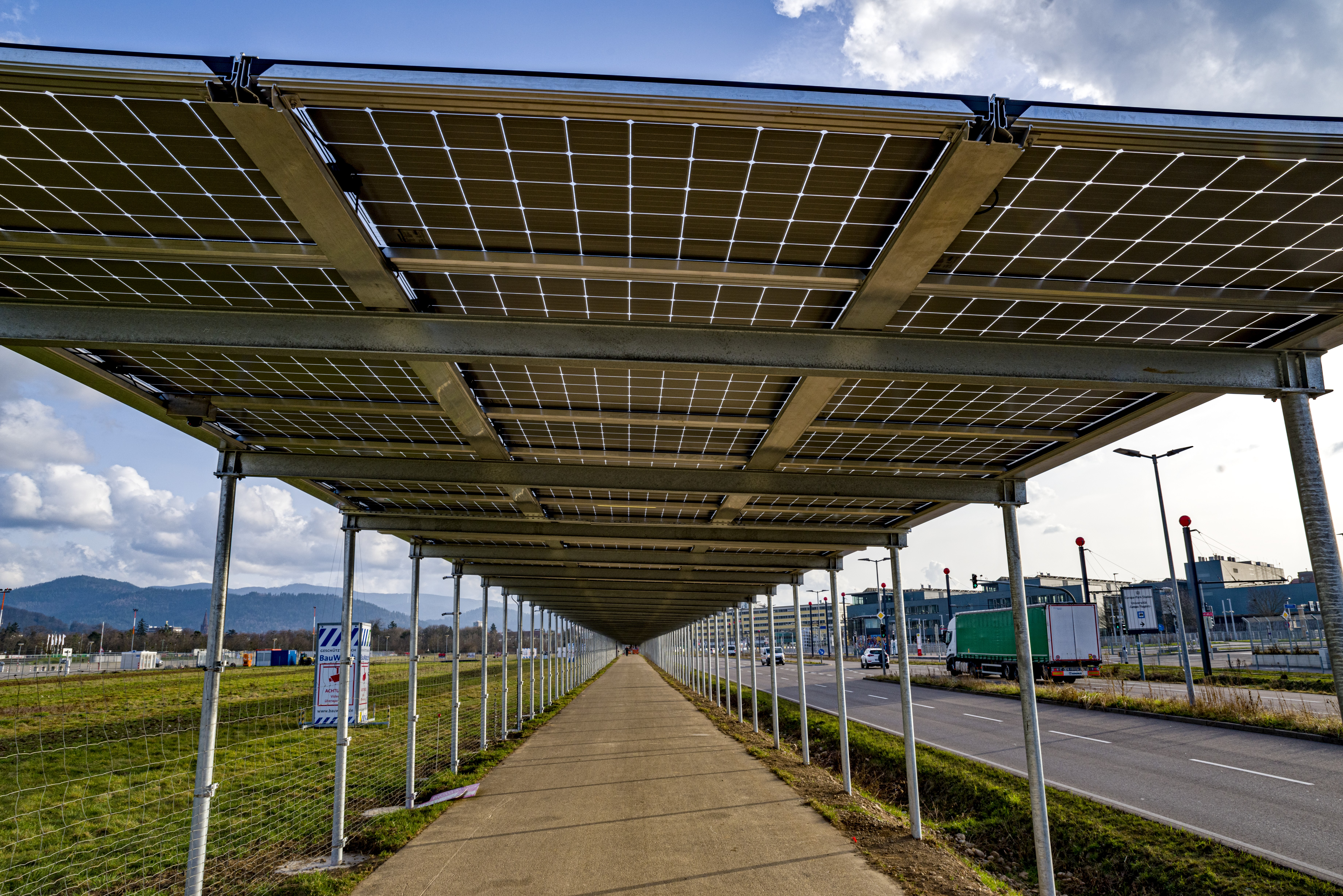
SolarRadWeg in Freiburg im Breisgau

Am 14. November 2022 begann der Bau eines 300 Meter langen überdachten Radweges mit integrierten Solarzellen in Freiburg im Breisgau. Das Modell-Projekt von Badenova, Fraunhofer-Institut für Solare Energiesysteme (ISE) und der Stadt Freiburg in der Nähe des Europa-Park-Stadion und der Freiburger Messe ist das erste derartige Projekt in Deutschland und Europa. Es wurde bis Ende 2022 fertig gestellt. Der überdachte Radweg schützt Radfahrer vor Niederschlägen und gewinnt gleichzeitig erneuerbaren Strom. Damit wird eine Vision des Kolumnisten Martin Unfried aus dem Jahr 2012 Realität.

## Touristische Radrouten
Es bestehen touristische Radrouten, z. B. Radfernweg, die für den Freizeitverkehr geplant werden. Diese führen in der Regel auf bestehenden Radverkehrsanlagen und sind selbst keine eigenständige Anlage.